# Mission habitée vers Mars

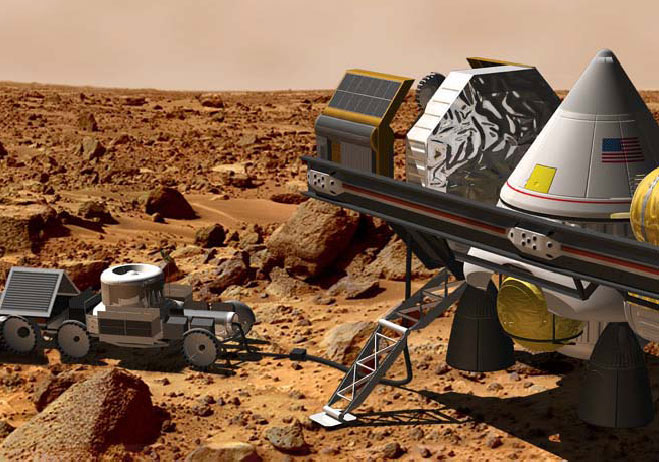
Quelques équipements d'une mission sur Mars : véhicule pressurisé, habitat et vaisseau de retour (scénario NASA).

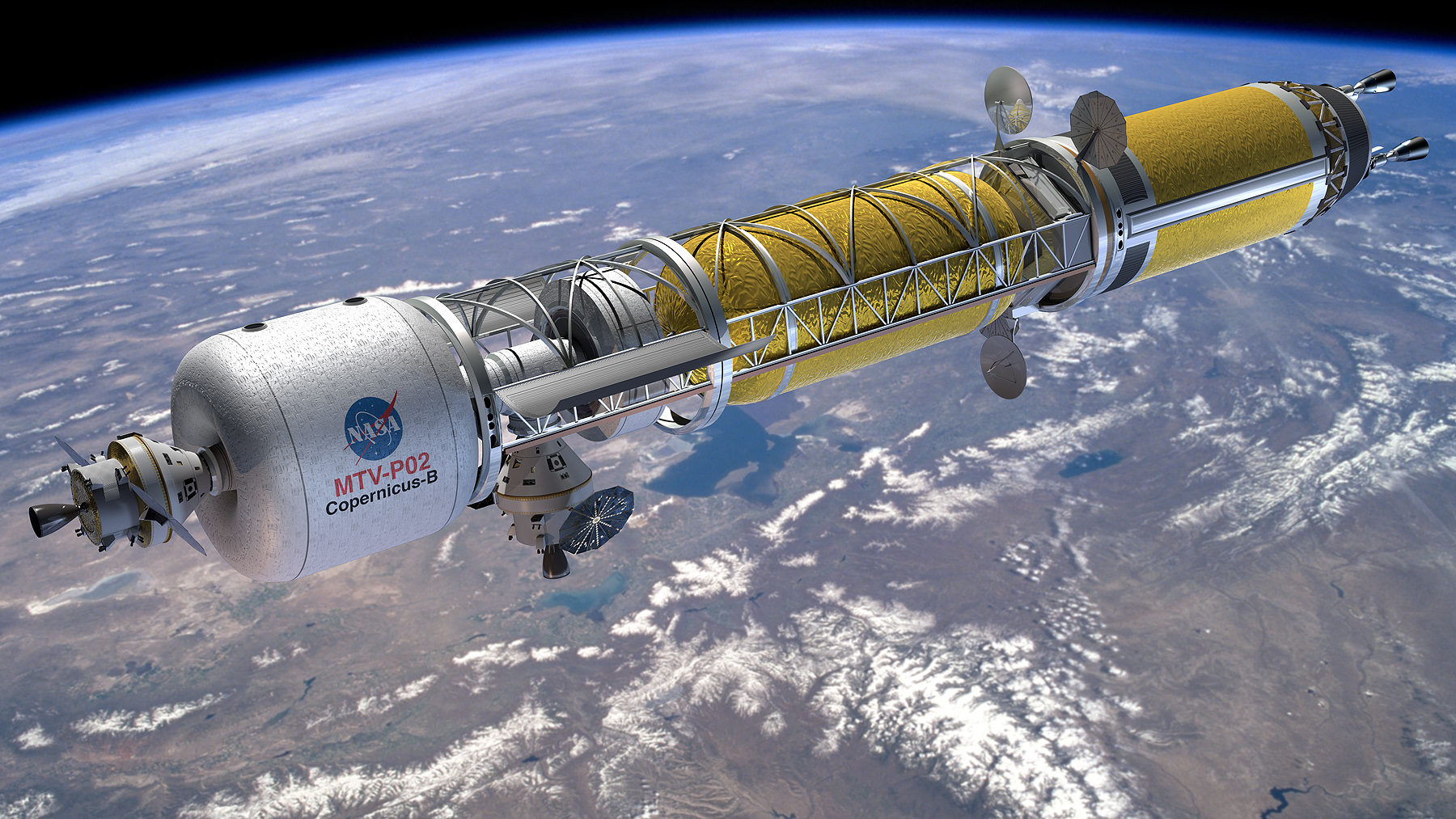
Le vaisseau utilisé par l'équipage pour se diriger vers Mars (scénario NASA 2009).

La réalisation d'une mission spatiale habitée vers Mars est évoquée bien avant les débuts de  l'astronautique, dès 1940. Initialement thème de science-fiction, elle devient pour certains, à la suite du débarquement de l'homme sur la Lune en 1969, la prochaine étape de la conquête spatiale. Mais la réussite de ce projet demande des moyens financiers encore bien supérieurs à ceux du programme Apollo, lui-même lancé grâce à un concours de circonstances particulièrement favorable (guerre froide, embellie économique). Un vol habité vers Mars est également un défi technique et humain sans commune mesure avec une expédition lunaire : taille des vaisseaux, système de support de vie fonctionnant en circuit fermé sur de longues durées (900 jours), fiabilité des équipements, qui ne peuvent être réparés ou dont la redondance ne peut être systématiquement assurée, problèmes psychologiques d'un équipage confiné dans un espace restreint dans un contexte particulièrement stressant, problèmes physiologiques découlant de l'absence de gravité sur des périodes prolongées et de l'effet des rayonnements sur l'organisme.
Depuis le début des années 1960, des études sur le sujet sont réalisées et explorent les scénarios et les solutions techniques. Plusieurs points sont particulièrement débattus : trajectoire en opposition ou en conjonction, recours à la propulsion nucléaire, taille de l'équipage, utilisation de l'aérocapture pour freiner l'engin à l'arrivée sur Mars, méthode d'atterrissage sur Mars, production du carburant du voyage de retour in situ, nombre et tonnage des engins spatiaux à lancer. Les avant-projets les plus aboutis émanent de la NASA, pionnière et agence spatiale civile la mieux dotée, qui affine une solution lourde (Mars Design Reference Architecture) nécessitant de placer entre 850 et 1 250 tonnes en orbite terrestre basse par une dizaine de lancements. D'autres sont élaborés par des groupes de passionnés regroupés dans des associations comme la Mars Society, qui préconisent une solution moins coûteuse, Mars Direct, ou Mars Semi-Direct ne nécessitant que deux, trois ou quatre lancements selon les versions. Tous ces scénarios nécessitent que des technologies clés soient développées et testées, notamment l'aérocapture, la dépose de masses élevées sur le sol martien et l'extraction des ressources à partir de l'atmosphère ou du sol martiens.
Le projet doit mobiliser des ressources financières énormes et présente des risques importants, alors que le succès des missions robotisées sur Mars démontre la validité de cette dernière approche pour explorer la planète. Grâce à ceux-ci, l'homme a découvert que Mars n'offrait pas un environnement particulièrement accueillant. L'étude in situ de la géologie de la planète par des astronautes et le mythe de la frontière, très vivace aux États-Unis, ne parviennent pas à convaincre les décideurs de franchir le pas. La NASA et SpaceX développent des engins, comme le lanceur lourd SLS et le vaisseau spatial interplanétaire Orion, qui pourraient contribuer à une mission martienne, mais il n'existe pas en 2019, au sein des agences spatiales et depuis l'abandon du programme Constellation, de projet cohérent même à long terme de mission habitée vers Mars qui ait commencé à être mis en oeuvre.

## Objectifs d'une mission habitée vers Mars

### Mars: la cible privilégiée de l'exploration spatiale

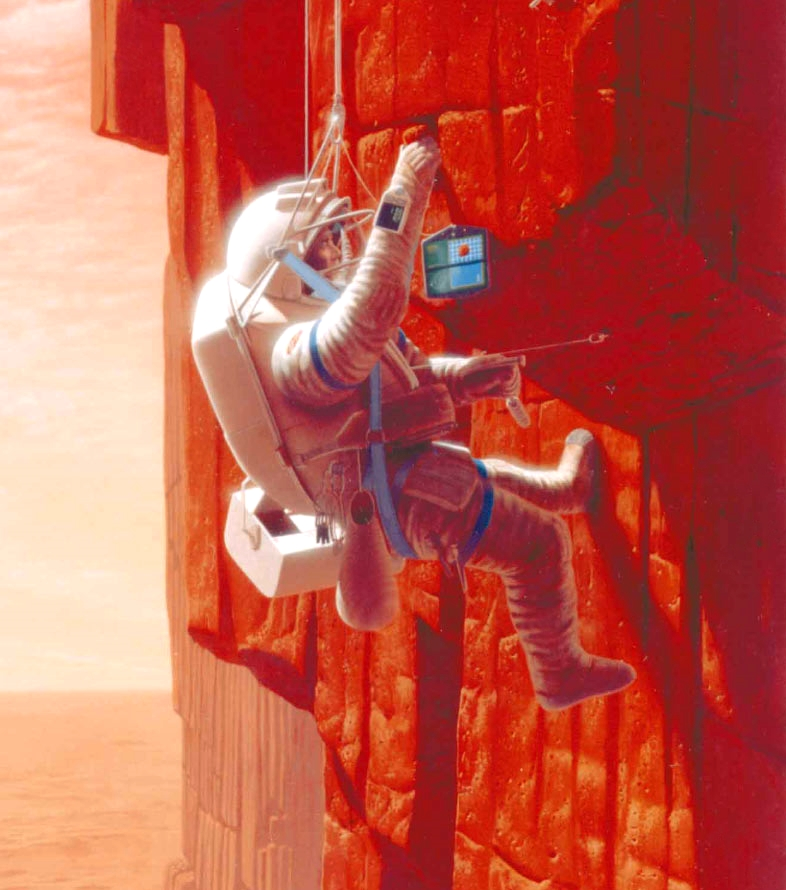
Prospection géologique dans un canyon martien (image d’artiste).

Dans le domaine de l'exploration spatiale, Mars tient une place à part parmi les planètes du système solaire. Bien qu'elle soit plus éloignée du Soleil que la Terre (ensoleillement deux fois plus faible) et beaucoup plus petite que celle-ci (moitié du diamètre), Mars est la planète dont les caractéristiques sont les plus proches. La probabilité d'y découvrir des formes de vie présentes ou passées y est la plus importante. Mars est aujourd'hui une planète froide, sèche et presque dépourvue d'atmosphère, mais dans un lointain passé elle a été chaude et l'eau a coulé à sa surface. Plus éloignée de la Terre que Vénus, elle se situe néanmoins à une distance qui permet à un vaisseau spatial de l'atteindre entre six et neuf mois en suivant une trajectoire économisant la consommation d'ergols. L'eau ne coule plus à la surface, mais elle est abondante dans les calottes polaires et dans les zones ombragées des cratères situés à des latitudes même très basses. Les principaux éléments chimiques nécessaires à l'installation d'une colonie (oxygène, azote, hydrogène, carbone) sont présents soit dans l'atmosphère soit dans le sol de la planète.

### Apport de l'homme
Les agences spatiales lancent régulièrement des engins spatiaux automatisés ayant pour objectif l'étude scientifique de Mars. Plus de quarante sondes spatiales, orbiteurs, atterrisseurs et rovers, ont été envoyés vers Mars depuis le début des années 1960. Après un hiatus de près de 15 ans, il se lance depuis 1996 au moins une nouvelle sonde spatiale à chaque ouverture de la fenêtre de lancement vers Mars soit tous les 26 mois. Cet afflux d'engins, équipés d'instruments scientifiques de plus en plus sophistiqués et adaptables, a permis de recueillir énormément de données et d'effectuer de nombreuses découvertes. Malgré les progrès dans le domaine de l'électronique et de l'informatique utilisées par ces engins robotisés, l'envoi d'un équipage sur le sol martien présente plusieurs avantages importants :
- compréhension du contexte géologique : identification rapide (visuelle) du contexte géologique, détermination des roches identiques et différentes, manipulation des roches pour déterminer leur type, caractéristiques… ;
- sélection des échantillons de roches et de sol : détermination des échantillons les plus pertinents en fonction du contexte, mise en relation entre l'échantillon et son contexte géologique, identification d'échantillons présentant une valeur scientifique exceptionnelle ;
- analyse à l'aide d'instruments des échantillons collectés : manipulation des échantillons, adaptation des procédures d'analyse, prise en compte des résultats d'analyse pour les collectes d'échantillons postérieures ;
- réalisation de mesures sur le terrain : l'homme est à la fois plus rapide et ses mesures sont de meilleure qualité ;
- utilisation à distance de robots. Les robots martiens sont actuellement dirigés depuis la Terre. Compte tenu de la distance et donc du temps de latence (10 à 20 minutes) l'utilisation de ces robots est fortement pénalisée. Le pilotage de robots depuis le sol martien caractérisé par des temps de latence de l'ordre de la seconde décuple la productivité du robot ;
- à long terme, notamment dans le cadre d'une base permanente, c'est le domaine des sciences du vivant qui pourrait connaître un développement scientifique très important. Les humains pourraient tester des écosystèmes fonctionnant en atmosphère très différente de celle de la Terre, que ce soit en termes de pression et de composition de l'air, ainsi qu'en pesanteur martienne, proche d'un tiers de la gravité terrestre. Des organismes génétiquement modifiés pourraient également être testés pour une meilleure adaptation aux conditions de vie martienne, d'abord dans les serres, puis en extérieur. Dans le cadre d'une colonisation de Mars, les sciences humaines et sociales pourraient également connaître d'importants développements.

### Les objectifs d'une mission spatiale martienne
Des objectifs scientifiques sont avancés pour justifier l'envoi d'astronautes sur le sol martien. La désignation de ces objectifs dépend des moyens qui seront accordés aux équipages : nombre et durée des sorties extravéhiculaires, capacité des véhicules, équipements d'analyse disponibles sur place, équipements de mesure (stations météo, etc.), capacité de la foreuse, énergie disponible, implication des rovers robotisés, etc. La priorité sera donnée aux recherches qui ne peuvent être menées par des robots d'exploration. Trois domaines scientifiques sont concernés :
- l'astrobiologie : recherche de la présence de vie passée ou actuelle pour en étudier les caractéristiques. Passe par la recherche de la présence d'eau. Les objectifs qui peuvent être cités aujourd'hui dans ce domaine pourraient être fortement modifiés avant le lancement de la première mission par les découvertes effectuées par les rovers robotisés ou à l'issue d'une mission de retour d'échantillons martiens. Ces recherches imposent que la région explorée présente des caractéristiques bien spécifiques, et nécessite la disponibilité d'un laboratoire bien équipé et un certain temps pour les sorties extravéhiculaires ;
- la géologie : étudier la géologie et la géophysique de la planète permet de mieux comprendre sa genèse, l'évolution de son climat avec des retombées sur notre compréhension de la formation et de l'évolution de la Terre. Les glaces de l'Amazonien constituent la cible prioritaire. La disponibilité de moyens de déplacement est essentielle pour remplir les objectifs dans ce domaine. Ces recherches nécessitent la disponibilité d'un laboratoire apte à étudier les échantillons recueillis et un grand nombre de sorties extravéhiculaires ;
- les sciences de l'atmosphère : mesures à l'aide de stations météorologiques secondaires.

À long terme, dans le cadre de bases permanentes, tous les domaines scientifiques sont concernés, en particulier celui de la biologie.
Compte tenu du coût énorme d'une mission martienne, il est très probable que les motivations politiques et sociétales joueront un rôle encore plus important que les objectifs scientifiques dans la décision de lancer le projet. Le seul programme spatial de cette envergure, le programme Apollo, a été lancé pour contrer l'influence de l'Union soviétique qui dominait à l'époque les États-Unis dans l'exploration spatiale dans un contexte de guerre froide entre les deux pays. Parmi les motivations non scientifiques, on peut citer :
- réaliser des progrès techniques grâce aux défis soulevés par le projet ;
- fédérer les nations autour d'un projet international ;
- démontrer la prééminence de son pays ou de son système politique dans un climat de forte rivalité entre nations (motivation du programme Apollo) ;
- poser les jalons d'une présence permanente sur Mars, pour explorer toujours plus loin et repousser les limites de la vie, de l'humanité et des connaissances scientifiques.

## Complexité d'une mission martienne
L'envoi d'un équipage à la surface d'un autre objet céleste constitue une prouesse dont atteste la complexité et le coût du programme Apollo (environ 170 milliards de dollars US), qui reste la seule tentative effectuée dans ce domaine. Depuis cette époque, les progrès techniques dans le domaine spatial sont restés relativement limités, hormis en électronique. En particulier, aucune percée décisive n'a été effectuée dans le domaine de la propulsion spatiale, ce qu'illustre la mise en œuvre sur des lanceurs récents de moteurs mis au point dans les années 1960. Or l'envoi d'hommes vers Mars constitue un objectif beaucoup plus complexe que l'atterrissage d'un équipage sur la Lune.
| Caractéristique de la mission                                       | Mission Apollo                                                 | Mission martienne                                                           | Impact |
| ------------------------------------------------------------------- | -------------------------------------------------------------- | --------------------------------------------------------------------------- | --- |
| Durée de la mission                                                 | 12 jours                                                       | 640 jours ou 910 jours (scénario d'opposition ou de conjonction)            | - Nécessité d'un volume habitable important. - Protection contre les radiations. - Gestion des effets de l'apesanteur. - Masse des consommables (eau, oxygène, nourriture). - Effets du confinement. |
| Délai nécessaire pour un retour sur Terre                           | 3 jours                                                        | au minimum six mois et jusqu'à deux ans                                     | - Fiabilisation pour éviter une défaillance matérielle fatale à cette distance de la Terre - Urgence médicale devra être traitée par l'équipage                                                      |
| Atterrissage/Décollage Lune ou Mars                                 | Pas d'atmosphère / gravité faible                              | Présence d'une atmosphère ténue et peu épaisse ; gravité relativement forte | - Les techniques éprouvées ne permettent de poser qu'une à deux tonnes sur le sol martien. - Le décollage depuis le sol de Mars nécessite de disposer in situ d'un lanceur de grande taille.         |
| Télécommunications                                                  | Temps d'acheminement d'environ une seconde, liaison permanente | Temps d'acheminement de 3 à 20 minutes, liaison discontinue.                | - Sensation d'isolement. - Pas d'assistance en temps réel depuis la Terre. |
| Masse placée en orbite basse terrestre / posée sur le sol Lune/Mars | 118 tonnes / 7 t.                                              | 400 à 1 000 tonnes / 60 à 80 tonnes                                         | - Coût - Complexité (lancements multiples) |

## Phases d'une mission vers Mars

Diagramme des variations de vitesse (Delta-v, en km/s) nécessaires pour effectuer les déplacements entre les orbites terrestres, lunaires et martiennes (LEO : orbite terrestre basse, GTO : orbite de transfert géostationnaire).

Le déroulement d'une mission habitée vers Mars comprend les étapes suivantes (en ne rentrant pas dans les raffinements des scénarios qui prévoient de prépositionner des vaisseaux) :
- le ou les vaisseaux sont lancés en orbite basse terrestre. Un arrêt en orbite basse terrestre est effectué pour optimiser la trajectoire vers Mars et éventuellement assembler les vaisseaux si ceux-ci ont été lancés en pièces détachées pour des raisons liées aux capacités des lanceurs ;
- le vaisseau est injecté sur une trajectoire vers Mars : on allume brièvement les moteurs de manière à quitter le puits de gravité terrestre. Depuis une orbite basse terrestre, il faut au minimum accélérer le vaisseau de 3,8 km/s (pour réduire la durée du trajet on peut donner plus de vitesse au vaisseau mais il faut pouvoir décélérer à l'arrivée) soit :
  - 3,22 km/s pour atteindre la vitesse de libération,
  - 0,6 km/s supplémentaire pour parvenir jusqu'au point de transfert entre la Terre et Mars ;
- le trajet Terre-Mars est effectué sur l'inertie acquise avec éventuellement des corrections d'orientation qui consomment une quantité de carburant non significative. Selon que l'on souhaite optimiser ou non la durée du voyage, celle-ci est généralement comprise entre 180 jours et 260 jours ;
- le vaisseau se met en orbite basse martienne en décélérant de 2,3 km/s. Dans certains scénarios, le vaisseau qui assure la trajectoire interplanétaire Terre-Mars aller-retour est laissé en orbite par l'équipage qui utilise un autre vaisseau pour descendre sur Mars ;
- le vaisseau se pose sur Mars ce qui nécessite de faire chuter sa vitesse de 4,1 km/s en exploitant au mieux le freinage atmosphérique pour minimiser le poids du système de propulsion terminal ;
- l'équipage séjourne selon les scénarios de 30 à 550 jours sur Mars ;
- l'équipage quitte le sol martien à bord d'un étage de remontée qui doit atteindre une vitesse de 4,1 km/s pour se placer en orbite basse ;
- si le scénario le prévoit, l'équipage se transborde sur un vaisseau destiné au retour qui accélère de 2,3 km/s au minimum pour rejoindre l'orbite terrestre ;
- le trajet de retour dure selon les scénarios de 180 à 430 jours ;
- arrivé près de l'orbite terrestre l'équipage se transfère sur le vaisseau (Orion dans le scénario de la NASA) qui assure la rentrée atmosphérique (décélération d'au moins 11 km/s qui peut être obtenu sans consommation de carburant grâce à la densité de l'atmosphère terrestre) et le retour à Terre.

Dans le dernier scénario détaillé de la NASA en 2009 une mission martienne nécessite le développement de quatre vaisseaux qui sont assemblés en orbite et sont lancés vers Mars en 3 vols distincts :
- un vaisseau destiné au transfert Terre-Mars et retour de l'équipage ;
- un vaisseau équipé d'un étage de descente pour atteindre le sol martien, qui sert d'habitat à l'équipage sur Mars ;
- un vaisseau et un lanceur, équipés d'un étage de descente pour atteindre le sol martien, qui permet de remonter l'équipage du sol martien jusqu'en orbite martienne ;
- un petit vaisseau avec lequel l'équipage arrivé à proximité de la Terre revient sur le sol terrestre.

## Choix structurants de la mission
Plusieurs paramètres ont un impact décisif sur la mission, en particulier la durée du séjour sur le sol martien (scénario de conjonction ou opposition), le cadencement des vols (pré-déploiement ou lancements simultanés, le système de propulsion interplanétaire (chimique, nucléaire thermique, nucléaire électrique…), le type d'insertion en orbite martienne (aérocapture ou freinage propulsif), les modalités de descente sur le sol martien, le nombre d'astronautes, typiquement entre trois et six, et enfin l'exploitation de ressources locales, ou pas, pour la production des ergols permettant le retour en orbite Martienne.

### Durée du séjour sur Mars: scénarios de conjonction ou d'opposition
La trajectoire retenue a un impact direct sur la durée de la mission, sur le système de propulsion interplanétaire et sur la quantité de carburant emportée. Ce choix répond à plusieurs contraintes économiques et scientifiques :
- il est nécessaire de consommer le moins de carburant possible pour effectuer le trajet Terre-Mars. Selon la trajectoire retenue, l'impact peut être considérable sur la quantité à emporter et sur la taille du vaisseau ;
- le séjour de l'équipage dans l'espace interplanétaire doit être minimisé : un séjour prolongé augmente les risques d'exposition aux radiations. Si le vaisseau ne comporte pas de dispositif de gravité artificielle, la décalcification peut poser problème ;
- la durée de séjour sur le sol martien doit être suffisante pour que des travaux scientifiques approfondis puissent être réalisés ;
- la durée totale de la mission a un impact sur la quantité de ravitaillement à emporter.

Le choix de la trajectoire est contraint par les règles de la mécanique spatiale :
- Mars se déplace sur une orbite située à l'extérieur de celle de la Terre et sur le même plan que celle-ci. Sa distance avec la Terre varie fortement : lorsqu'elle se situe derrière le Soleil vu de la Terre, elle se trouve à 400 millions de km (plus de mille fois la distance Terre-Lune parcourue en trois jours par les astronautes du programme Apollo), tandis qu'elle n'est éloignée que de 56 millions de kilomètres lorsqu'elle occupe la position relative opposée ;
- les deux planètes se déplacent à des vitesses considérables sur leur orbite (près de 30 km/s pour la Terre, 21 km/s pour Mars). Cette vitesse est communiquée au vaisseau lorsqu'il décolle de la Terre. Ceci rend impossible avec les capacités des fusées actuelles d'effectuer une route directe vers Mars qui nécessiteraient d'annuler en partie l'énorme vitesse acquise au départ ;
- en première approximation, la trajectoire qui consomme le moins de carburant consiste à lancer le vaisseau sur une orbite elliptique qui tangente l'orbite terrienne au départ et l'orbite martienne à son arrivée (orbite de Hohmann). Cette trajectoire ne peut être parcourue dans un temps raisonnable que lorsque les positions relatives de la Terre et de Mars sont dans une configuration particulière. Il s'écoule près de deux ans entre deux configurations favorables. Le temps mis par un vaisseau pour parcourir le trajet Terre-Mars dans la configuration la plus favorable tout en réduisant la consommation de carburant au minimum est de 258 jours. En dépensant beaucoup de carburant, mais dans des limites raisonnables, on peut réduire cette durée à 180 jours.

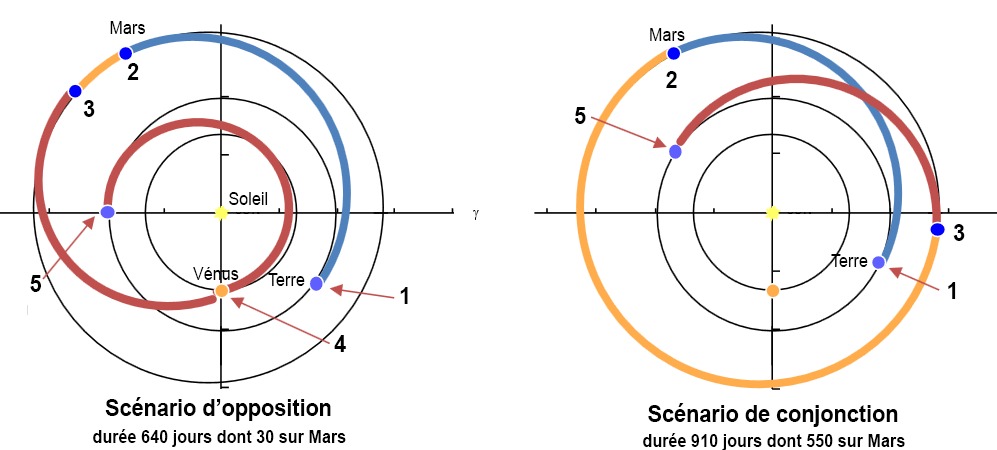
Déroulement des scénarios d'opposition et de conjonction : 1 : Lancement de l'équipage, 2 : Atterrissage sur Mars, 3 : Décollage du sol de Mars, 4 Assistance gravitationnelle de Vénus (scénario d'opposition uniquement), 5 Retour sur Terre.

Compte tenu de toutes ces contraintes, deux scénarios de mission sont considérés :
Le scénario de conjonctionL'équipage décolle au moment le plus favorable et atterrit sur la planète Mars au bout de 180 jours de voyage. Il séjourne 550 jours sur le sol martien jusqu'à l'ouverture de la fenêtre de lancement la plus favorable. Le trajet de retour dure également 180 jours. La durée totale de la mission est de 910 jours.
Le scénario d'oppositionLe trajet aller se déroule dans les mêmes conditions que l'autre scénario. La durée du séjour sur Mars est minimisée tout en restant compatible avec l'atteinte d'objectifs scientifiques soit environ 30 jours. Le trajet de retour s'effectue dans une configuration beaucoup plus défavorable : il dure 430 jours et nécessite de bénéficier de l'assistance gravitationnelle de Vénus. Le seul avantage de cette mission est de réduire sa durée totale à 640 jours ce qui limite dans l'esprit de ses auteurs le temps d'exposition aux rayonnements.
Le scénario de conjonction a largement la préférence des scientifiques. Le scénario d'opposition qui ne permet qu'un séjour d'environ 30 jours sur le sol martien ne permet pas de réaliser l'exploration de l'ensemble de la zone pouvant être atteinte grâce aux systèmes de mobilité mise à disposition de l'équipage. Ce scénario limite la possibilité de recueillir des échantillons de sol prélevés à grande profondeur grâce à la foreuse. La brièveté du séjour ne permet pas de réorienter les recherches en fonction des découvertes ou d'optimiser de manière itérative les échantillons de sol et de roche collectés. À l'opposé les deux seuls inconvénients sont une exposition plus longue des astronautes aux rayons cosmiques et un coût légèrement supérieur.

### Les systèmes de propulsion
La capacité d'un vaisseau dans l'espace à modifier sa trajectoire est conditionnée par la masse d'ergols qu'il emporte et qui est utilisée par ses moteurs-fusées à chaque fois qu'il faut accélérer mais également décélérer. Les changements de vitesse requis pour une mission sur Mars avec retour de l'équipage sur Terre sont très importants. Or avec une propulsion chimique classique il faut sacrifier pratiquement 50 % de la masse sous forme d'ergols pour modifier la vitesse de 2 km/s. Les scénarios développés dans les différentes études de mission spatiale vers Mars proposent différents systèmes de propulsion et des options pour réduire la masse d'ergols à embarquer :
- utilisation de la propulsion chimique (cas du scénario de Space X). L'avantage est une poussée forte et efficace. En augmentant un peu la quantité d'ergols par rapport au minimum requis pour aller vers Mars, on montre que la durée du voyage peut être réduite de huit mois à cinq ou six mois. Au-delà, la pénalité de masse devient très importante ;
- utilisation de la propulsion nucléaire thermique pour les phases d'accélération/décélération entre la Terre et Mars qui permet de bénéficier d'une impulsion spécifique pratiquement doublée (910 secondes au lieu de 455 avec un moteur dérivé de la technologie du NERVA). La masse du réacteur nucléaire et les panneaux de protection contre les radiations qui en émanent constituent cependant un handicap ;
- utilisation des propulseurs ioniques alimentés par une centrale électrique (panneaux solaires ou petit réacteur nucléaire). L'avantage est de réduire la masse d'ergols à embarquer, mais au détriment de la durée du voyage ou de la complexité du scénario, avec par exemple un rendez-vous en orbite haute terrestre entre le vaisseau interplanétaire et une capsule amenant les astronautes, ceci pour éviter la longue montée en orbite du vaisseau à propulsion ionique ;
- production sur le sol martien, à partir de l'atmosphère, d'une partie des ergols nécessaires pour remonter en orbite.

| Position du vaisseau                                      | Phase de propulsion                         | Delta-V requis     | Commentaires |
| --------------------------------------------------------- | ------------------------------------------- | ------------------ | --- |
| Orbite basse terrestre                                    | Injection sur une trajectoire vers Mars     | 3,7 à 4,1 km/s (1) | Si le mode de propulsion est chimique ou nucléaire thermique, la poussée est forte et rapide et la sortie de l'attraction terrestre ne dure que quelques jours. En revanche, si on exploite des moteurs à propulsion ionique avec des panneaux solaires ou un réacteur nucléaire pour l'alimentation électrique, la poussée est faible et longue. La conséquence est un gain en termes de masse d'ergols mais un allongement de la durée de montée en orbite haute et de sortie de l'attraction terrestre (souvent plusieurs mois), et un Delta V plus important.                                 |
| Arrivée à proximité de Mars                               | Insertion en orbite martienne               | 0,8 à 1,8 km/s (1) | Il est possible d'exploiter l'atmosphère martienne pour freiner et se mettre en orbite. Il faut alors un bouclier thermique. Si l'aérocapture n'est pas utilisée, il faut freiner avec un système de propulsion. En règle générale, si le système de propulsion est chimique, l'aérocapture est préférable car elle permet d'économiser beaucoup de carburant. Ce n'est pas le cas de la propulsion ionique, mais l'insertion est alors beaucoup plus longue. En cas d'arrivée à grande vitesse pour réduire la durée, le DeltaV est bien entendu plus important et l'aérocapture plus difficile. |
| En orbite basse autour de Mars                            | Descente sur le sol martien                 | 0,6 à 0,8 km/s     | La décélération est réalisée en grande partie grâce à la trainée atmosphérique, ce qui explique le faible deltaV. La propulsion est nécessaire pour permettre un atterrissage de précision et en douceur ainsi que pour compenser la faible épaisseur de l'atmosphère. |
| Sur le sol de Mars                                        | Insertion en orbite martienne               | environ 5 km/s     | Dans la plupart des scénarios, on décolle de Mars avec un petit vaisseau. Pour réduire la masse des ergols à envoyer sur Mars, la plupart des études suggèrent une production à partir de l'atmosphère martienne, notamment de l'oxygène (ISRU). Idéalement, l'orbite à atteindre peut être très allongée, avec une période de 1 sol, ce qui facilite les rendez-vous avec le véhicule de retour resté en orbite. |
| En orbite autour de Mars                                  | Insertion sur une trajectoire vers la Terre | 1,6 km/s           | |
| Arrivée à proximité de la Terre                           | Descente sur le sol terrestre               | 0 km/s             | - |
| (1)Dépend de la date et de la durée programmée du transit |                                             |                    | |

### Pré-déploiement ou lancements simultanés
Dans tous les scénarios, l'envoi d'une mission vers Mars nécessite plusieurs vols distincts correspondant à autant d'équipements lourds à convoyer. De manière relativement standard, il faut deux vols cargos (sans équipage) pour amener à la surface de Mars d'une part l'habitat, d'autre part le vaisseau chargé de remonter l'équipage en orbite à la fin de la mission. Un troisième vol réalise le convoyage de l'équipage entre la Terre et Mars (aller et retour) dans un habitat destiné à rester en orbite. Deux scénarios sont possibles pour la planification de ces vols :
- dans le scénario de pré-déploiement, les vols destinés à convoyer les équipements sans l'équipage quittent la Terre en premier. Ces équipements une fois arrivés à proximité de Mars (au bout de huit mois ou plus) soit se mettent en attente en restant en orbite autour de Mars, soit descendent sur le sol martien. Vingt-six mois plus tard, lorsqu'une fenêtre de lancement vers Mars favorable s'ouvre à nouveau, l'équipage prend à son tour le départ ;
- dans le scénario des lancements simultanés, tous les vols prennent le départ dans le cadre d'une même fenêtre de lancement.

Le scénario du pré-déploiement est généralement préféré. Les raisons avancées par exemple par le groupe de travail de la NASA qui a élaboré le scénario de référence de l'agence spatiale américaine sont les suivantes :
- en prépositionnant les équipements, on peut s'assurer que ceux-ci sont arrivés à bon port avant de lancer l'équipage. Si ces équipements sont descendus sur le sol martien, on peut même s'assurer de leur bon fonctionnement à l'avance et annuler le vol de l'équipage si une défaillance critique est détectée ;
- dans le scénario où le carburant de la fusée de retour est élaboré en partie sur le sol martien, la fabrication peut être lancée dès l'arrivée de la fusée sur le sol et lorsque l'équipage arrive, la fusée est complètement opérationnelle et peut être utilisée immédiatement en cas de défaillance grave des installations au sol ;
- l'exploration de la zone peut être débutée par les rovers robotisés (si leur embarquement est prévu) ce qui permet de prendre de l'avance et de mieux préparer les explorations menées par l'équipage ;
- si les missions martiennes avec équipage se succèdent, chaque équipage est lancé en même temps que les vaisseaux cargo de la mission suivante. En cas de défaillance des vaisseaux cargo affectés à l'équipage, celui-ci peut utiliser les équipements lancés pour la mission suivante.

Remarque : la durée de voyage d'un vaisseau cargo est moins critique que celle d'un vaisseau habité. Il est par conséquent intéressant de privilégier dans ce cas la propulsion ionique, qui implique une durée de voyage beaucoup plus longue, mais qui consomme moins d'ergols.

### Aérocapture et aérofreinage
Le recours à la technique de l'aérocapture est une alternative à l'utilisation des moteurs qui consomment un carburant précieux : quand il arrive à proximité de Mars, le vaisseau longe la planète à une altitude suffisamment basse pour que la densité de l'atmosphère martienne exerce une pression aérodynamique qui le ralentisse suffisamment pour le placer en orbite autour de la planète. C'est une technique très délicate qui nécessite une navigation très précise pour ne pas soumettre le vaisseau à une agression thermique trop importante, qui pourrait entraîner la perte du vaisseau ou au contraire ne pas ralentir suffisamment ce qui renverrait le vaisseau sur une trajectoire de retour ou une orbite de très grande excentricité. Une contrainte supplémentaire est que la décélération doit être supportable par l'équipage (limite fixée à 5 g par la NASA).
L'aérofreinage est une option intermédiaire qui consiste à passer plus haut dans l'atmosphère martienne, ce qui conduit à une orbite allongée en sortie et nécessite un freinage propulsif complémentaire et plusieurs autres passages pour atteindre l'orbite finale recherchée.

### Utilisation des ressources martiennes

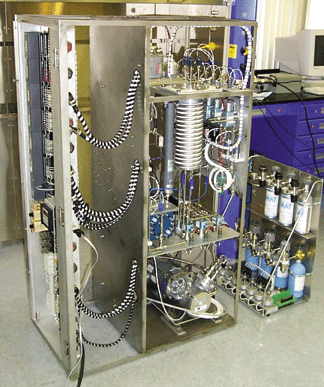
Banc d'essai d'une mini-usine de production d'oxygène et d'eau à partir d'hydrogène et de (NASA).

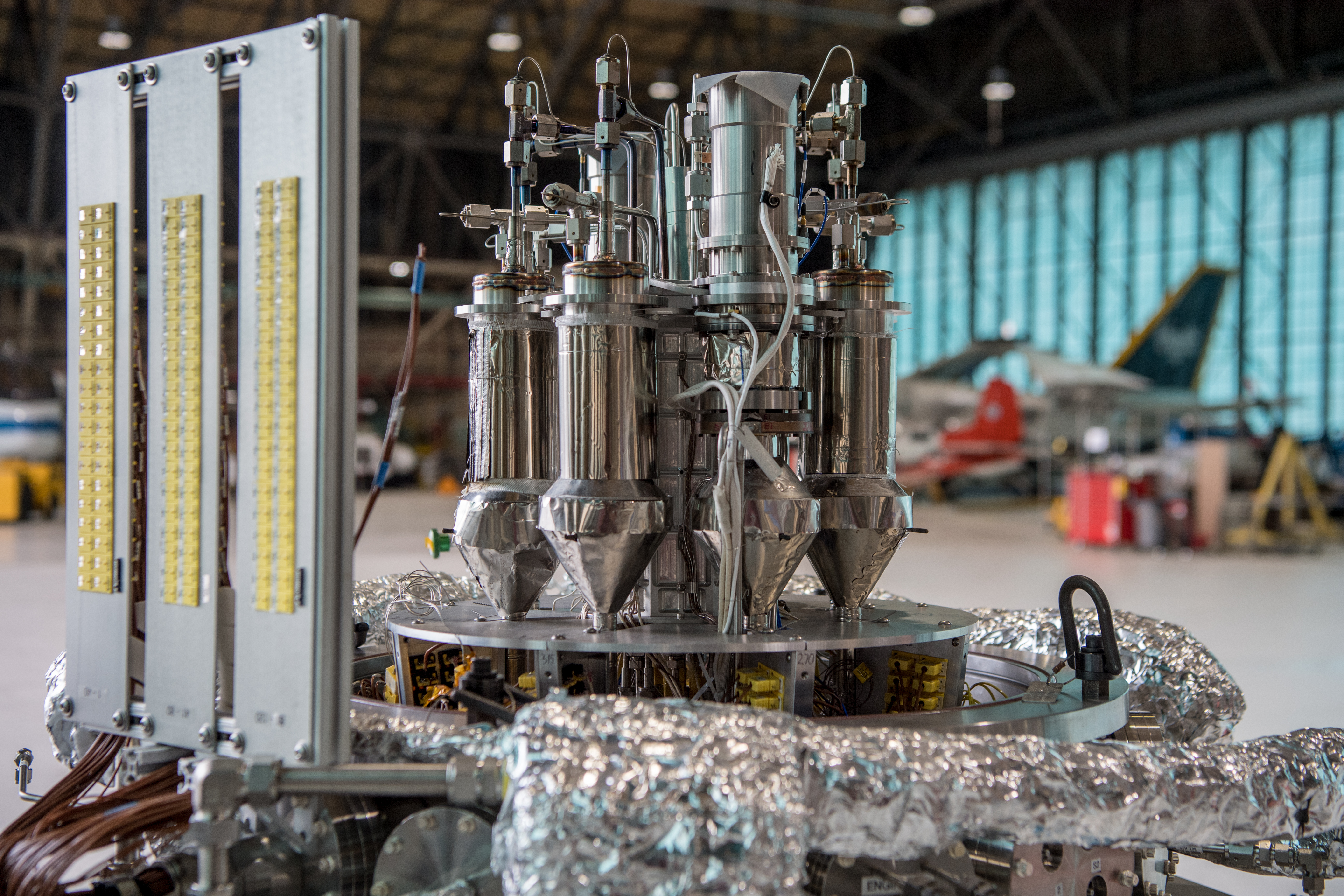
Prototype de réacteur nucléaire en test à la NASA en 2018 fournissant 1 kW d'électricité. La chaleur, produite par la fission d'uranium 235, est transportée par du sodium puis convertie en énergie par des moteurs Stirling.

Le dernier scénario de la NASA comme celui de la Mars Society prévoient la production de consommables à partir des ressources disponibles sur Mars. L'utilisation des ressources in situ (en anglais ISRU) permet de réduire de manière importante la masse à déposer sur Mars. Les produits fabriqués seraient en premier lieu une partie de l'eau et de l'oxygène consommés par les astronautes et en second lieu le carburant utilisé pour remonter de la surface de Mars jusqu'à l'orbite basse. Selon Robert Zubrin, en utilisant la réaction de Sabatier (CO2 + 4H2 → CH4 + 2H2O) suivie d'une électrolyse (2H2O → 2H2 + O2) permettrait en utilisant six tonnes d'hydrogène emporté sur place avec du dioxyde de carbone de l'atmosphère de Mars de créer sur une durée de 10 mois jusqu'à 112 tonnes d'un mélange de méthane et d'oxygène utilisé comme ergols par le moteur-fusée. Les équipements produisant ces consommables seraient prépositionnés plusieurs mois avant l'arrivée de l'équipage à la fois pour permettre de s'assurer de leur bon fonctionnement et produire à l'avance les consommables nécessaires.

### Taille et composition de l'équipage
Le facteur psychologique est un risque important dans une mission martienne :
- le stress est intense :
  - les risques sont très importants et presque permanents (panne d'un système vital),
  - une fois que le vaisseau a quitté l'orbite terrestre, l'équipage est livré à lui-même : si l'expédition n'est pas sur le chemin du retour, un abandon en cours de mission ne permettrait de revenir dans le cas le plus favorable (expédition en orbite martienne ou au sol au moment le plus favorable des positions Terre-Mars) qu'au bout de six mois (avec transit accéléré) et dans le cas le plus défavorable qu'au bout de trois ans ;
- le dialogue avec des interlocuteurs sur Terre en temps réel devient impossible : le délai de communication est de 3 à 20 minutes selon les positions respectives de la Terre et de Mars[4], et toute communication devient même impossible (phénomène de blackout) lorsque le Soleil s'interpose entre les deux planètes (sauf à disposer d'un coûteux réseau de télécommunications par satellite) ;
- l'équipage est confiné pour une période exceptionnellement longue (910 jours dans le scénario de conjonction) dans un espace très restreint.

Les membres d'équipage doivent être très soigneusement sélectionnés à la fois en fonction de leur aptitude à résoudre des problèmes, mais aussi à adopter le bon comportement en situation critique ou conflictuelle. L'expérience des missions de longue durée à bord des stations spatiales a démontré que, malgré le recours à des critères psychologiques pour la sélection des astronautes, des conflits pouvaient survenir. Les critères de sélection pour une mission martienne restent difficiles à établir. Il y a par ailleurs débat sur la nécessité ou non de sélectionner un équipage mixte et multiculturel (russe/américain par exemple).
Un dépistage approfondi de problèmes médicaux potentiels, pouvant aller jusqu'à un examen génétique, est réalisé car le risque d'apparition d'une maladie est élevé compte tenu de la longueur de la mission.
Selon les scénarios résultant des études connues, l'équipage comporte de trois à six personnes (quatre pour Zubrin, six pour le scénario de référence de la NASA). La limite supérieure est déterminée par le surcroît de masse que nécessite un équipier supplémentaire. Le nombre minimum découle de la gestion des risques (double redondance), de la somme des tâches à réaliser et des spécialités à maîtriser. Compte tenu du nombre de paramètres de la mission aujourd'hui non définis, ces chiffres sont purement indicatifs. Selon la NASA, les spécialités suivantes devront être maîtrisées par au moins une personne et constituer une spécialisation secondaire pour d'autres personnes : chirurgien/médecin, géologue, biologiste, mécanicien, électricien/électronicien, commandement. Zubrin recommande un équipage de deux mécaniciens (la survie de la mission dépend de la capacité de l'équipage à venir à bout des pannes), un géologue et un biogéochimiste. Zubrin fait l'impasse sur des spécialistes pratiquant exclusivement la médecine, le pilotage ou uniquement dédiée au commandement de l'expédition,.

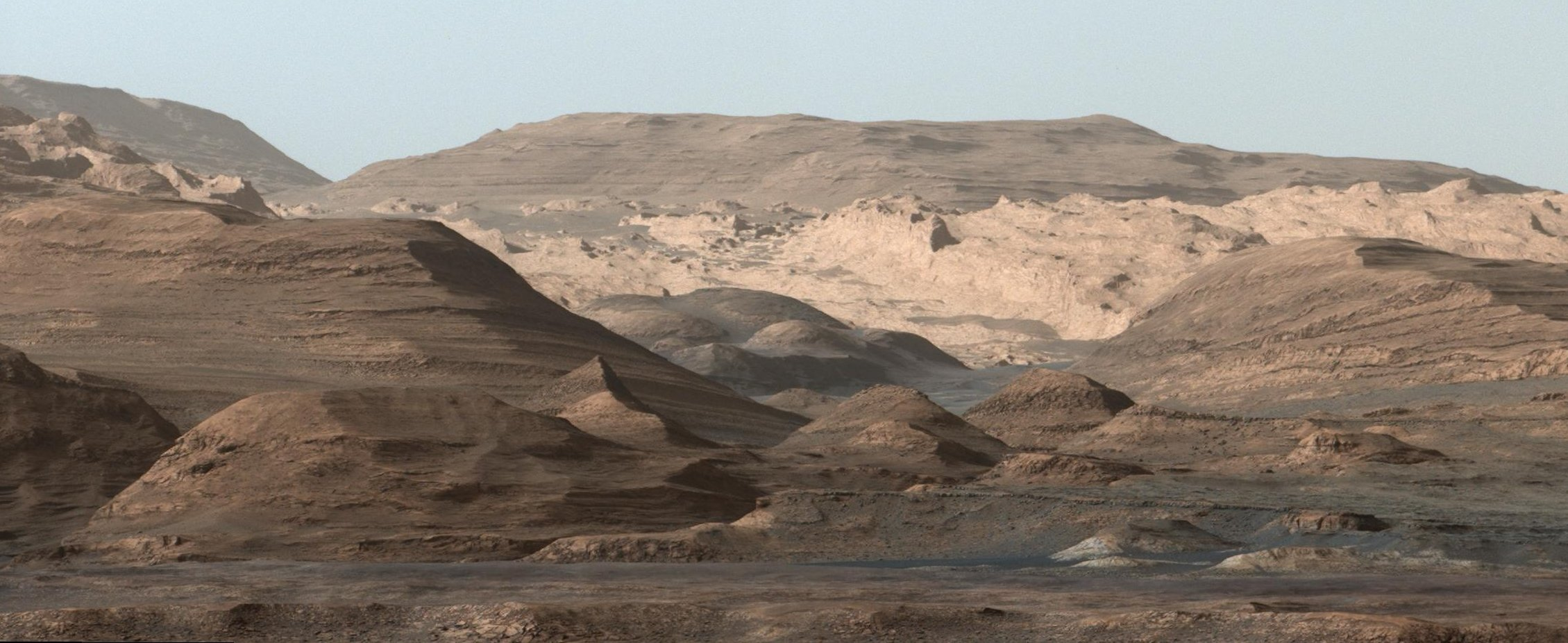
Paysage martien : les contreforts du mont Sharp photographié par la sonde martienne Curiosity.

### Budget

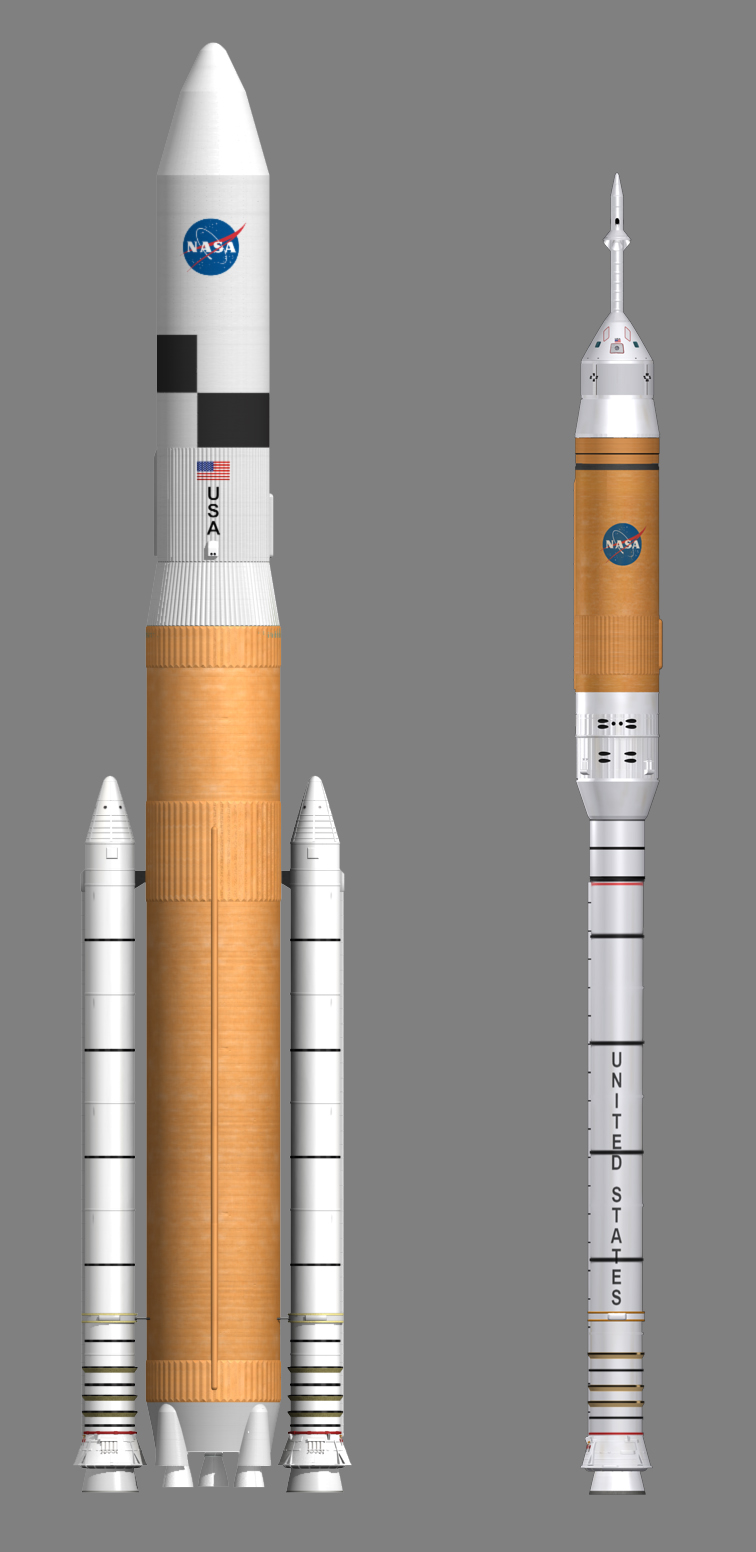
Sept fusées Ares V (à gauche) et une Ares I sont utilisées pour « hisser » la mission martienne en orbite terrestre dans le scénario de la NASA 2009.

En raison de la complexité d'une mission martienne habitée, les développements, tests et qualifications d'un grand nombre de systèmes coûteront plusieurs dizaines, voire centaines de milliards d'euros. Une fois ces systèmes qualifiés, le coût du kilogramme amené sur Mars sera encore relativement élevé. Selon le scénario et les chiffres fournis par la NASA, la masse utile qui doit être posée sur Mars est de 80 tonnes (hors étage de descente qui n'a plus d'utilité une fois sur le sol martien) répartis entre deux modules : l'habitat martien et l'étage permettant de remonter en orbite à la fin du séjour.
Le scénario de la NASA, qui repose sur plusieurs solutions techniques futuristes permettant d'optimiser la masse à mettre en orbite, prévoit de lancer 25 000 tonnes depuis le sol terrestre (masse approximative de sept lanceurs Ares V et un lanceur Ares I avec des incertitudes sur la masse du lanceur Ares V), pour disposer de 1 024 tonnes en orbite basse terrestre et aboutir à 80 tonnes sur Mars. Or, avec les lanceurs actuels, le lancement en orbite basse terrestre d'une tonne coûte entre 10 et 20 millions de dollars. Selon ce tarif, le seul lancement de l'expédition martienne coûterait entre 10 et 20 milliards de dollars (le prix devrait être plus bas avec une Ares V). De plus, poser une tonne de plus sur Mars nécessite de lancer 12 tonnes de plus en orbite basse en appliquant le ratio utilisé par la NASA.
En conséquence, la plupart des scénarios de mission habitée pour Mars limitent au strict minimum la masse à poser sur Mars et tentent d'améliorer le ratio entre la masse lancée en orbite basse terrestre et celle posée sur Mars.

## Risques

### Risques physiologiques
Durant le voyage entre la Terre et Mars (aller et retour) d'une durée comprise entre 360 jours (scénario de conjonction) et 610 jours (scénario d'opposition), l'équipage se trouve exposé à trois phénomènes qui peuvent affecter sa santé : les éruptions solaires, les rayons cosmiques et l'apesanteur.

#### Éruptions solaires
Les éruptions solaires sont des pics d'activité du Soleil qui projettent des protons dotés d'une grande énergie. L'activité du Soleil connaît des cycles de 11–12 ans durant lesquels l'activité solaire croît puis décroît. Durant les phases de grande activité, les éruptions solaires sont à la fois plus nombreuses et envoient un flux plus important de protons. Les doses reçues par un équipage non protégé augmentent sensiblement le risque de déclenchement d'un cancer quelques années plus tard. Les éruptions solaires les plus violentes qui ont pu être étudiées représentaient une dose de 380 millisieverts. Selon l'ingénieur aérospatial américain Robert Zubrin, si l'équipage est prévenu (les éruptions solaires font l'objet d'observations qui permettent une certaine anticipation), celui-ci peut limiter la dose reçue en moyenne à 55 mSv au cours du transit aller et retour, en se réfugiant dans une zone du vaisseau protégée par des équipements s'interposant avec l'extérieur. Les matériaux à forte teneur en hydrogène, comme l'eau, constituent une excellente protection relativement à leur masse volumique. Si l'astronaute n'est protégé que par une simple paroi, la dose reçue est de l'ordre du triple.

#### Rayons cosmiques
Les rayons cosmiques sont des particules très énergétiques, dont les plus dangereuses sont des ions lourds (fer ionisé par exemple) en provenance de l'espace interstellaire et intergalactique. Le flux est continu sans pic significatif. À ce niveau d'énergie, les blindages classiques de quelques centimètres d'épaisseur ne constituent pas une barrière efficace, quel que soit le matériau choisi. Selon Robert Zubrin, la quantité reçue par l'équipage au cours du transit aller-retour est de 320 mSv. Les conséquences du bombardement des cellules par de telles particules sont mal connues car le phénomène est difficile à reproduire sur Terre sans affecter la sécurité des personnes. Les seules expériences existantes sont celles des astronautes qui se sont rendus sur la Lune et qui ont franchi les ceintures de Van Allen qui protègent l'orbite basse et la surface terrestre des rayons cosmiques.

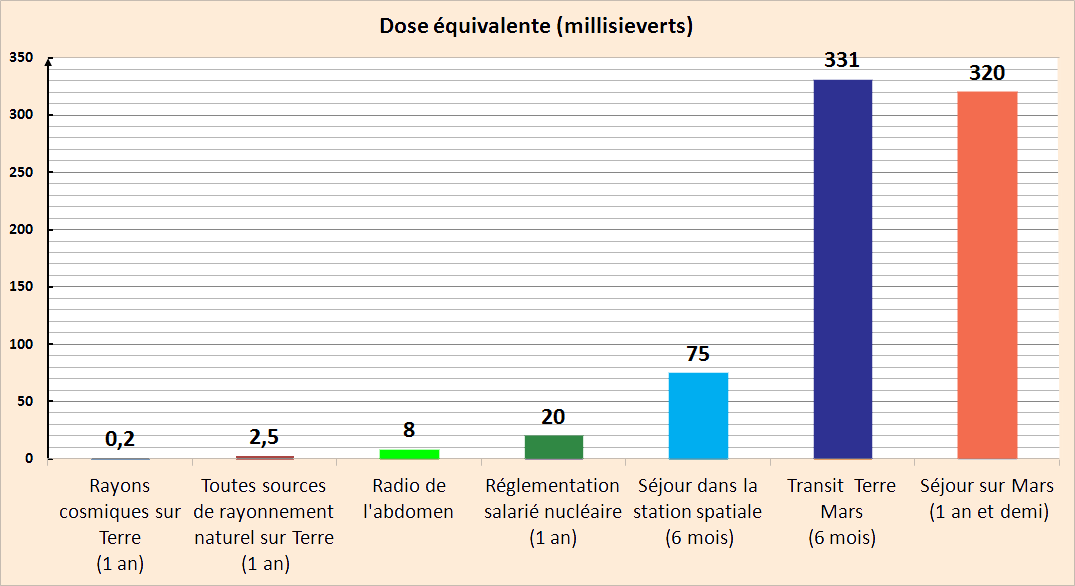
Comparaison des doses reçues durant une mission habitée vers Mars et des doses reçues sur Terre et en orbite basse (données de Mars fournies par MSL/Curiosity).

L'instrument RAD installé à bord du rover Curiosity a mesuré en 2012/2013 le rayonnement cosmique subi durant le transit entre la Terre et Mars et lors du séjour sur Mars sur une période d'environ 300 jours. RAD a mesuré les deux sources de rayonnement ionisant : celui d'origine solaire qui fluctue en fonction d'un cycle de 11 ans avec des éruptions solaires qui peuvent être violentes et celui d’origine galactique beaucoup plus énergétique. La période durant laquelle les mesures ont été effectuées correspond au pic du cycle de 11 ans de l'activité solaire. Toutefois, le pic de ce cycle (le cycle 24) est particulièrement peu accentué.
La surface de la planète est beaucoup moins bien protégée du rayonnement cosmique que celle de la Terre car Mars n'a pas de champ magnétique pour repousser les particules ionisantes. De plus, son atmosphère, beaucoup plus ténue, représente moins de 1 % de celle de la Terre. Le rayonnement d'origine galactique est constitué de particules (ions, électrons) ayant une énergie comprise entre 10 mégaélectronvolts et plus de 10 gigaélectronvolts qui peuvent pénétrer de plusieurs mètres dans le sol martien tandis que les particules d'origine solaire dont l'énergie est inférieure à 150 MeV sont généralement bloquées par l'atmosphère et la surface. Sauf épisode solaire violent, le rayonnement solaire perd l'essentiel de son énergie en traversant l'atmosphère martienne qui représente une colonne de gaz de 20 g/cm2. Les mesures effectuées indiquent à la surface de Mars une dose de rayonnement d'origine galactique de 210 ± 40 micrograys par jour avec des variations découlant de la saison et du cycle jour/nuit. Dans l'espace, durant le transit entre la Terre et Mars, le rayonnement est beaucoup plus intense (480 ± 8 micrograys) car le vaisseau n'est protégé ni par le sol de la planète, qui bloque plus de 50 % des particules, ni par l'atmosphère. Le rayonnement d'origine solaire mesuré à la surface durant les pics d'activité représente environ 50 micrograys. D'après ces données, les astronautes d'une mission habitée vers Mars respectant le scénario de référence de la NASA (transit de 180 jours et séjour de 500 jours) subiraient une dose équivalente (pondérée en fonction de l'énergie des particules) totale d'environ 1,01 sievert, dont 320 millisieverts durant leur séjour sur Mars et deux fois 331 millisieverts durant les voyages aller et retour. À titre de référence, la dose annuelle moyenne de rayonnement naturel reçue à la surface de la Terre est de 2,5 millisieverts, celle reçue par un astronaute de la station spatiale internationale durant son séjour habituel de six mois est de 75 millisieverts.

#### Exposition à l'apesanteur
Durant le trajet aller-retour Terre-Mars, la pesanteur est par défaut nulle dans le vaisseau transportant l'équipage. L'apesanteur sur des périodes prolongées provoque des décalcifications qui rendent les os fragiles et une atrophie des muscles y compris ceux du cœur. D'après l'expérience acquise grâce aux séjours prolongés d'astronautes dans les stations spatiales, ceux-ci ne récupèrent pas immédiatement après leur retour sur Terre. Ce phénomène peut être éliminé en créant une gravité artificielle.
Pour créer celle-ci, la solution la plus simple consiste à embarquer une petite centrifugeuse à bras court (solution préconisée par l'ESA et le CNES) et à obliger les astronautes à une exploitation régulière.
Une autre solution consiste à mettre le vaisseau en rotation autour de son axe principal (les parois latérales deviennent alors le plancher). L'inconvénient de cette solution est que le faible diamètre de la station engendre des effets très perturbants : différence de gravité entre la tête et les pieds (gradient de gravité), force de Coriolis rendant les déplacements difficiles. Robert Zubrin, entre autres, propose dans Mars Direct de tirer un câble entre un étage de fusée vide et l'habitat et de mettre l'ensemble en rotation lente recréant une gravité artificielle dans le vaisseau par le biais de la force centrifuge générée.
La création d'une gravité artificielle engendre une complexité accrue du système de transport entre la Terre et Mars dès lors que l'on souhaite créer un champ de gravité non perturbant. Les expériences accumulées grâce aux stations spatiales montrent que l'homme semble s'accommoder de l'absence de pesanteur sur de longues périodes même si cela suscite des dommages irréparables. La NASA, compte tenu de la relative brièveté du transit Terre-Mars n'a pas prévu de créer un champ de gravité artificiel.

### Risques de mise en péril de la protection planétaire
Mark Strauss du National Geographic souligne que « les régions spéciales où la vie terrestre pourrait s'établir sont également les zones où l'on trouverait probablement une vie martienne autochtone. Cela signifie — à moins d'être très, très prudent — que l'on pourrait ruiner nos chances de découvrir des organismes extraterrestres, rien qu'en partant à leur recherche ». Même s'il paraît improbable en raison de nombreux facteurs dits « biocides » tels que la radiation ou les toxines terrestres, le développement d'organismes terrestres sur Mars lié à des engins spatiaux ne peut être exclu compte tenu de l'observation d'organismes sur Terre ayant la capacité de se développer dans des environnements extrêmes. Des règles visant à limiter ces risques sont édictées par le Committee on Space Research (COSPAR) ; la NASA a pris la précaution supplémentaire « d'exclure des régions spéciales de la liste des sites d'atterrissage potentiels, y compris des zones de Mars qui ont de la glace près de la surface ». La Société Planétaire dirigée par Bill Nye soutient une approche limitée à l'orbite de Mars avant qu'une recherche approfondie de la vie martienne ne soit amorcée, afin d'éviter une contamination irréversible de la planète et la mise en péril de la recherche de la vie sur Mars. Certains critiques pensent que la protection planétaire est un effort inutile et coûteux qui ralentit les tentatives d'exploration et considèrent que Mars a déjà été contaminée.

## Déroulement détaillé de la mission

### Trajet Terre-Mars

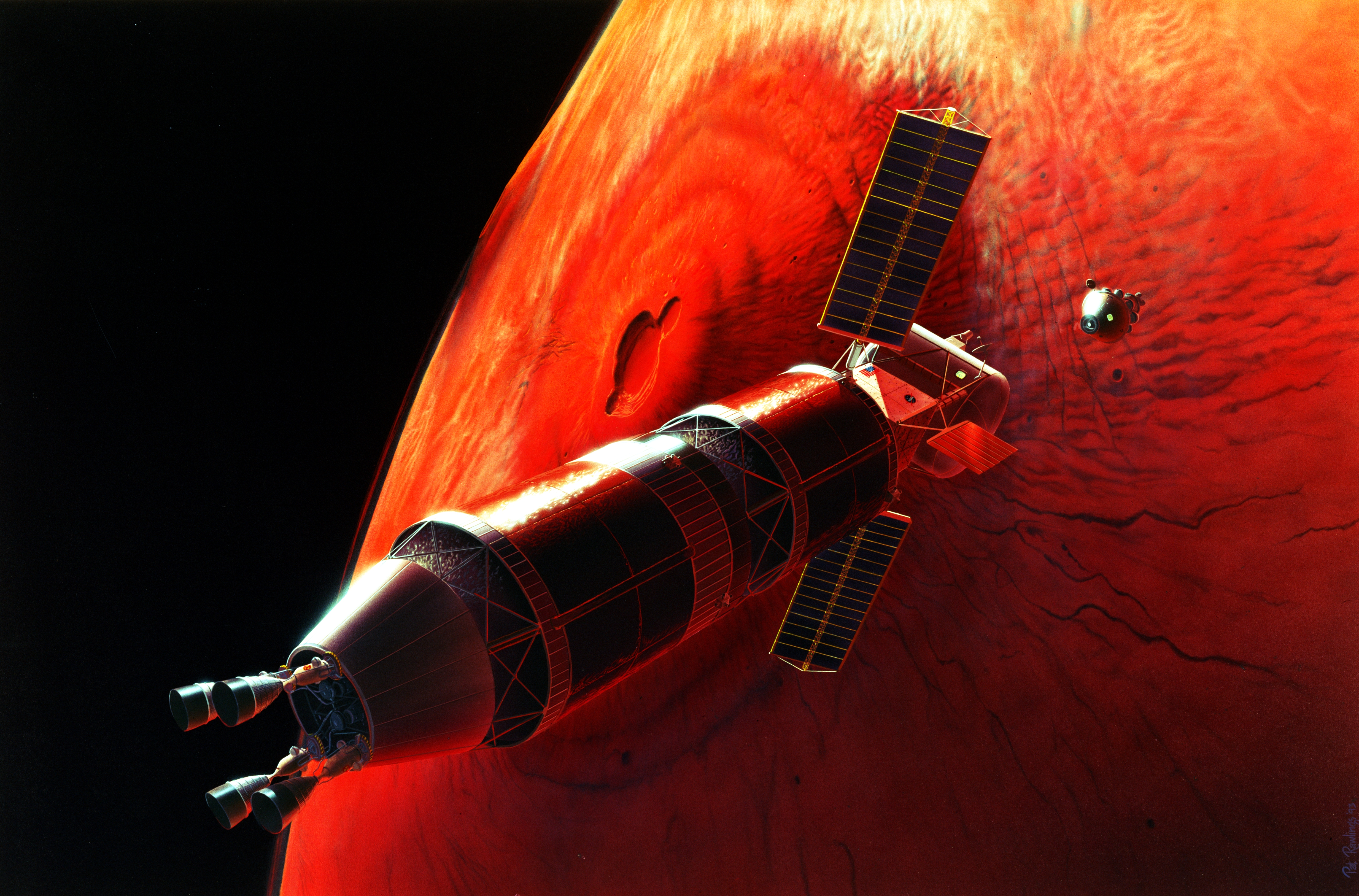
Véhicule de transit Terre-Mars ici en orbite basse autour de Mars peu avant le rendez-vous avec le véhicule remontant les astronautes du sol martien (NASA).

#### Transit entre la Terre et Mars
Le transit entre la Terre et Mars consomme beaucoup de carburant pour accélérer et décélérer à l'aller les vaisseaux nécessaires à l'expédition et lancer le vaisseau de retour jusqu'à l'orbite terrestre. La recherche d'une propulsion plus efficace peut faire gagner des centaines de tonnes sur la masse à placer en orbite basse terrestre. Parmi les technologies envisagées la propulsion nucléaire thermique permet théoriquement un gain important tout en étant relativement réaliste. Cette technologie est celle retenue dans le scénario de référence de la NASA (« DRA 5.0 »). L'impulsion spécifique de ce type de propulsion (900 s) est le double des meilleurs systèmes chimiques de propulsion utilisés aujourd'hui (couple hydrogène/oxygène) ce qui signifie que si la masse à vide est identique pour les deux types de propulsion, il faut embarquer deux fois moins de carburant pour produire la même poussée. Des expériences ont été menées dans les années 1960-1970 autour du moteur NERVA, qui démontre la faisabilité, mais il existe cependant des inconvénients majeurs : la masse du moteur est pénalisante, les réservoirs d'hydrogène, très volumineux, complexifient une éventuelle aérocapture, il faut augmenter la protection contre les radiations et enfin il faut démarrer le réacteur nucléaire à plus haute altitude pour des raisons de sécurité. D'autres techniques prometteuses sont en cours d'étude, comme le propulseur VASIMR, mais leur mise en œuvre sur des étages de grande taille n'est envisageable qu'à très long terme.

#### Vaisseau utilisé pour le transit de l'équipage entre la Terre et Mars

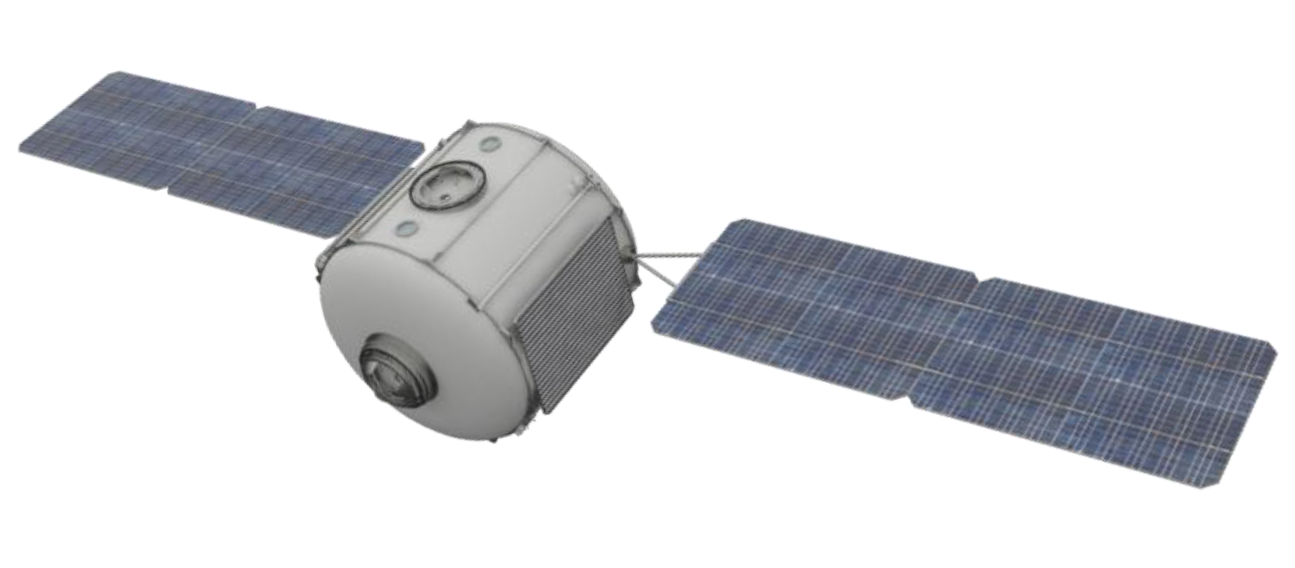
Vue d'artiste d'un habitat spatial utilisé pour le transit Terre Mars (NASA 2014).

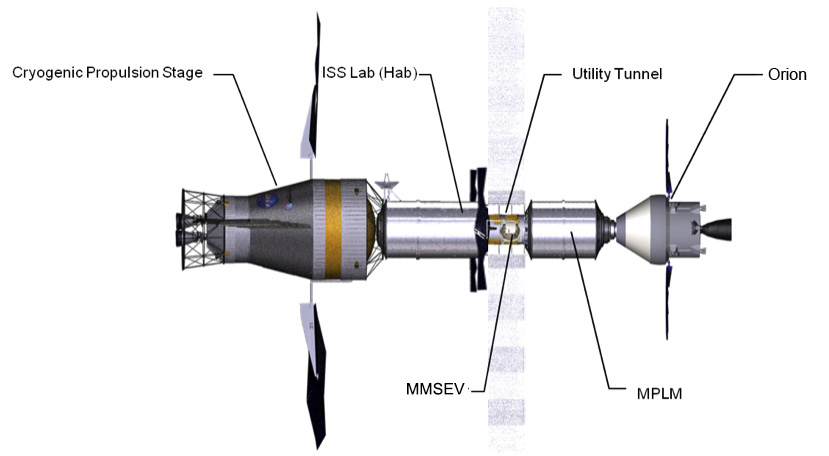
Une des configurations envisagées pour le transit de l'équipage vers Mars : cinq modules sont utilisés: un module de propulsion, un module servant d'habitat, un tunnel/sas, un module de stockage et un vaisseau Orion utilisé pour la navette de l'équipage entre la Terre et l'orbite basse. Les modules amenés à la surface de Mars sont lancés dans le cadre d'autres vols.

Le vaisseau utilisé par l'équipage pour le transit entre la Terre et Mars (module MTH ou Mars Transit Habitat pour la NASA) doit permettre la survie de celui-ci sur une longue période (jusqu'à 900 jours en cas de problème à l'arrivée en orbite martienne dans certains scénarios) en toute autonomie. Deux architectures peuvent être envisagées :
- cet habitat peut être utilisé pour transporter l'équipage entre la Terre et Mars puis comme habitat sur le sol martien ;
- il peut uniquement assurer le transit entre la Terre et Mars dans les deux sens.

La première option, retenue dans les scénarios Mars Direct et Mars semi-direct, permet d'éviter l'assemblage d'un grand vaisseau en orbite terrestre, en privilégiant le rendez-vous sur la surface martienne avec un habitat secondaire, et éventuellement un rendez-vous en orbite martienne avec le véhicule de retour pour Mars semi-direct. Avec de petits vaisseaux, la mise en oeuvre de l'aérocapture est jugée faisable, ce qui permet un gain substantiel de masse de carburant. Dans le cas de Mars Direct, l'habitat utilisé pour le retour est lancé par la fusée qui décolle du sol martien. On peut noter que cette option n'a pas été étudiée par la NASA. Dans son scénario de référence, la NASA propose en effet un habitat spécialisé assurant la navette Terre-Mars aller-retour. Pour une mission d'une durée de 1 000 jours avec un équipage de 6 personnes, ses principales caractéristiques seraient les suivantes :
- dimension : cylindre de 7,2 mètres de diamètre et 8 mètres de long avec quatre hublots de 50 cm de diamètre ;
- masse totale de 57,37 tonnes dont 3,7 tonnes d'ergols et 19 tonnes de consommables ;
- volume habitable : 25 m3 par personne (volume total pressurisé 290,4 m3 et habitable 141,9 m3) ;
- 3 ports d'amarrage et un sas ;
- système de contrôle d'orientation fournissant un delta-V de 250 m/s ;
- recyclage partiel de l'eau (85 %) et de l'oxygène (100 %) ;
- pression interne : 703 hPa (70 % de la pression atmosphérique au sol) ;
- consommables : nourriture 8,9 tonnes, oxygène : 1,37 tonne, vêtements, 236 kg, hygiène 1,47 tonne ;
- pièces de rechange : 1 tonne + 500 kg par année de séjour dans l'espace ;
- 3 combinaisons spatiales pour les sorties extravéhiculaires dont une de rechange ;
- énergie électrique : panneaux solaires fournissant 22 kW (fin de vie) avec batteries d'une capacité de 41 kWh ;
- protection d'une partie de l'habitat contre les rayons cosmiques assurée par une cloison creuse de 5,8 cm d'épaisseur remplie d'eau.

Différentes pistes sont étudiées pour réduire la masse : réduction du volume habitable de 25 à 23 m3 par personne, suppression des sorties extravéhiculaires (risqué sauf à disposer de robots très sophistiqués dont la technique reste à développer), externalisation du module de propulsion, réduction des consommables...

### Insertion en orbite autour de Mars

L'aérocapture nécessite de frôler de très près la planète sous un angle très précis sous peine soit de perdre le vaisseau soit de repartir vers la Terre.

Dans la plupart des scénarios, le vaisseau transportant l'équipage ou le fret ne se pose pas directement sur Mars mais se place d'abord sur une orbite basse autour de la planète :
- cette manœuvre garantit un atterrissage plus précis sur Mars : la mise en orbite permet de déclencher la rentrée dans l'atmosphère martienne avec un risque d'erreur de position à l'atterrissage plus faible ;
- lorsque le scénario prévoit un vaisseau uniquement destiné au transport de l'équipage entre la Terre et Mars, le transfert des astronautes entre les deux véhicules a lieu sur l'orbite martienne.

Pour se placer en orbite basse, le vaisseau doit réduire sa vitesse au minimum de 2,4 km/s (plus si la durée du transit est inférieure à 260 jours ce qui impose une vitesse d'arrivée supérieure dans la banlieue de Mars).
L'insertion en orbite martienne peut se faire selon trois options : aérocapture, aérofreinage ou freinage propulsif. C'est un paramètre structurant de la mission, car le choix retenu peut conduire à une réduction non négligeable de la quantité d'ergols à emporter, donc de la taille des vaisseaux et de la complexité d'un éventuel assemblage en orbite terrestre.
Les calculs effectués pour un vaisseau de 100 tonnes déployant sur son avant un bouclier de 15 mètres de diamètre permettent de déterminer que l'entrée doit se faire dans un couloir de quelques degrés de large si le vaisseau navigue à la vitesse minimale de transfert Terre-Mars ; la largeur du couloir tombe sous les 1° (ce qui est la limite de la précision obtenue pour les sondes martiennes envoyées jusqu'à présent) si le vaisseau arrive à 9 km/s. Le problème est rendu plus complexe par les variations de densité de l'atmosphère martienne : celle-ci est influencée à la fois par les saisons et les tempêtes de poussière. Ces dernières peuvent multiplier par 10 la pression aérodynamique exercée sur le vaisseau durant ses passages à basse altitude. Aujourd'hui, le phénomène est mal modélisé et donc difficile à anticiper.
De manière générale, l'aérocapture est l'option privilégiée à condition que le vaisseau arrivant ne soit pas de taille trop importante, de forme trop complexe ou de vitesse trop élevée.

### Atterrissage sur Mars

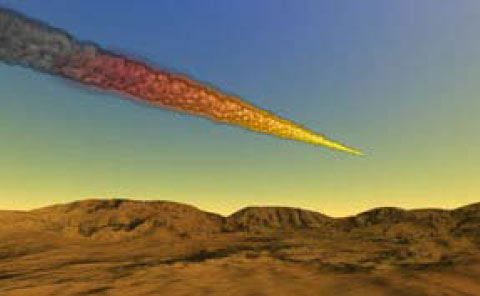
La descente sur le sol martien : six minutes de tension.

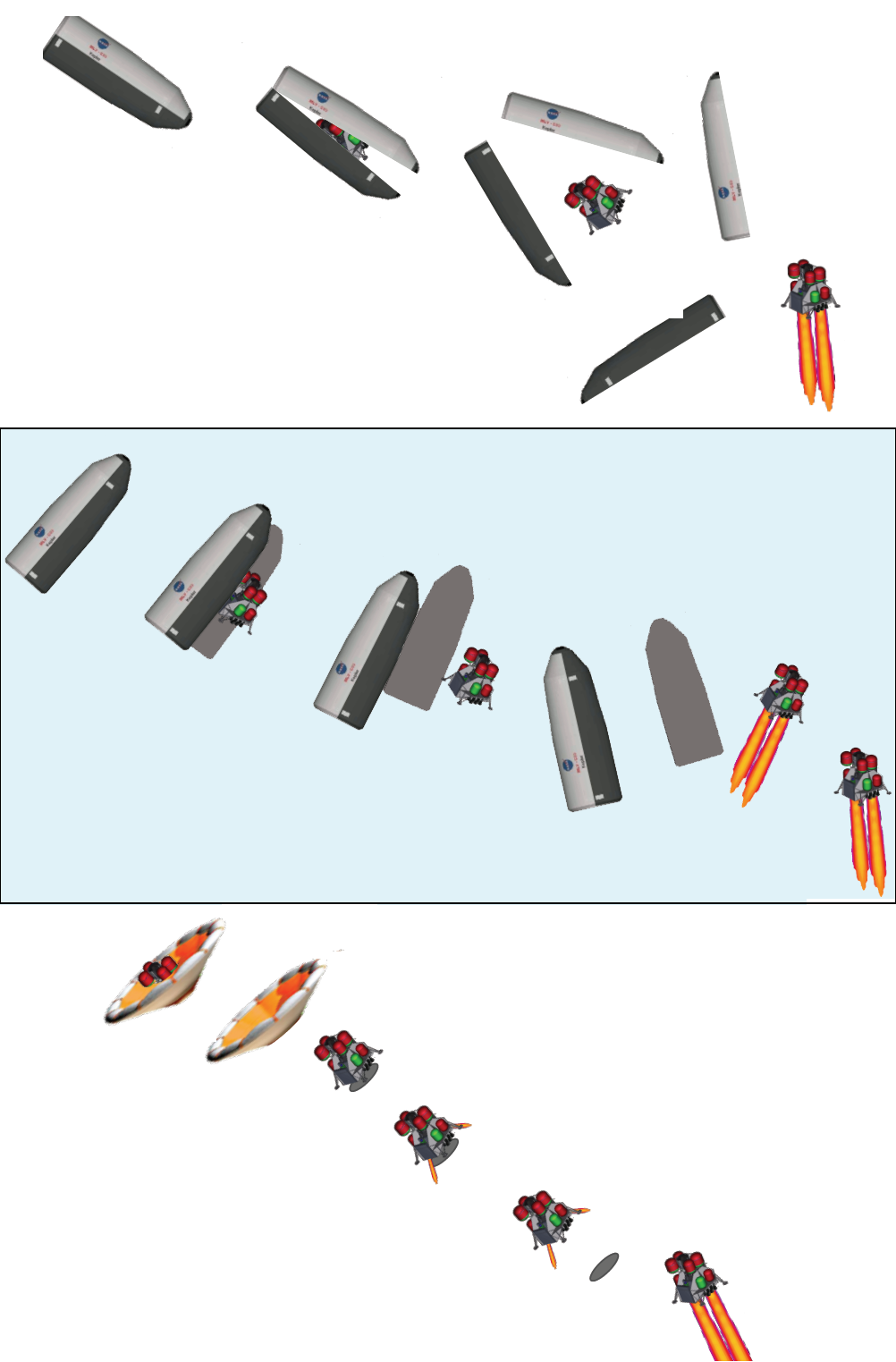
Trois architectures envisagées pour la descente sur le sol martien (source NASA 2014).

L'atterrissage sur Mars (Entry, Descent and Landing EDL) est une phase cruciale. Les solutions techniques qui pourront être mises en œuvre ont des répercussions majeures sur les capacités et le coût d'une mission martienne. Quel que soit le scénario, il est nécessaire de faire atterrir des vaisseaux dont la masse est comprise entre 30 et 100 tonnes (de 20 à 50 fois celle du plus gros robot ayant atterri sur Mars jusqu'à présent) avec, dans le scénario de la NASA, une précision de quelques dizaines de mètres (précision plusieurs centaines de fois supérieure à celle atteinte jusqu'à présent).
Descendre sur le sol nécessite de faire tomber à 0 la vitesse horizontale du vaisseau. À l'arrivée sur Mars (lorsque le vaisseau s'est mis en orbite basse), cette vitesse est d'environ 4,1 km/s (1,6 km/s pour la Lune et 8 km/s pour la Terre). Pour annuler cette vitesse, il existe deux méthodes : utiliser les forces de traînée comme pour l'aérocapture c'est-à-dire le frottement de l'atmosphère. C'est ce que font les vaisseaux habités qui reviennent sur Terre en décélérant légèrement ce qui fait décroître leur orbite de manière à entamer le processus. L'atmosphère fait alors tout le travail et la seule pénalité en poids est constituée par la masse du bouclier thermique qui protège le vaisseau de l'élévation de température très forte durant la phase de freinage (la masse de ce bouclier peut être néanmoins significative). Lorsqu'une planète est dépourvue d'atmosphère comme sur la Lune, on annule la vitesse en ayant recours à la poussée de moteurs-fusées. Mais cette solution est extrêmement coûteuse car elle nécessite de consacrer une grande partie de la masse du vaisseau au carburant utilisé. La masse qui doit être sacrifiée est proportionnelle à la gravité de la planète : poser sur la Lune le module Apollo sacrifie ainsi la moitié du poids du vaisseau au profit du carburant avec une vitesse à annuler 3 fois plus faible que sur Mars.
La densité très faible de l'atmosphère de Mars (1 % de celle de la Terre) la place, pour le scénario de descente, dans une situation intermédiaire entre la Terre et la Lune. Le robot Mars Science Laboratory, qui a atterri sur Mars en 2012, fut obligé de recourir à des moteurs pour se freiner à partir de l'altitude de 1 500 mètres. Le problème devient d'autant plus aigu que la charge à poser est lourde, or les vaisseaux martiens du scénario de référence de la NASA ont une masse comprise entre 45 et 65 tonnes. Le deuxième problème soulevé par la faiblesse de la trainée atmosphérique sur Mars est que la vitesse ne devient inférieure à Mach 1 que lorsque le vaisseau est très près du sol : le vaisseau et son équipage disposent de très peu de temps pour modifier le site d'atterrissage si la trajectoire du vaisseau l'amène sur une zone parsemée d'obstacles ou le conduit à une trop grande distance du lieu visé. De plus, cette contrainte interdit l'atterrissage sur des zones situées à des altitudes trop élevées (soit près de 50 % de la superficie de Mars).
Des recherches sont menées à la NASA pour améliorer l'efficacité du freinage dans une atmosphère peu dense. Différentes techniques sont à l'étude :
- bouclier thermique gonflable offrant une surface de freinage beaucoup plus importante dans la phase haute de la descente[N 2],[21] ;
- structure en forme d'anneau gonflable en remorque du vaisseau à la manière d'une ancre flottante durant la phase haute du vol ;
- ballute (croisement entre un parachute et un ballon) déployé avant l'entrée dans l'atmosphère martienne et travaillant également à la manière d'une ancre flottante ;
- parachute de très grande dimension (près de 90 mètres de diamètre pour un module pesant 50 tonnes) déployé alors que le vaisseau est à vitesse hypersonique ;

Durant la phase finale, un étage grue à la manière du robot Mars Science Laboratory peut être utilisé pour obtenir une vitesse verticale quasi nulle à l'atterrissage.
Si on a recours à la méthode coûteuse consistant à utiliser des moteurs-fusées sur une partie significative du vol (pour produire une décélération comprise entre 0,9 et 1,4 km/s, 20 à 30 % de la masse du vaisseau est sacrifiée au profit du carburant selon l'étude de Braun et Manning), sa mise en œuvre est difficile car, à vitesse hypersonique, l'éjection des gaz des moteurs perturbe l'écoulement aérodynamique.

### Séjour sur Mars
Le site est choisi en fonction de son intérêt géologique tout en permettant un atterrissage facile.

#### Conditions de vie sur Mars
L'équipage doit s'accommoder de conditions naturelles hostiles pour l'homme :
- la pression atmosphérique est égale à 1 % de celle de la Terre et nécessite que l'astronaute soit revêtu d'une combinaison spatiale pressurisée sous peine d'une mort quasi instantanée par décompression. L'atmosphère ténue est composée à hauteur de 98 % de dioxyde de carbone (CO2) ;
- la température au plus fort de l'été martien est de 10 °C en début d'après-midi et de −80 °C la nuit ;
- la faiblesse du champ magnétique et la faible densité de l'atmosphère laissent passer une grande partie des rayons cosmiques et des particules émises par les éruptions solaires ;
- il y a des tempêtes de poussières qui balaient périodiquement la surface de la planète.

La gravité sur Mars est égale à 37,5 % de celle de la Terre, ce qui permet de soulever des charges relativement massives, mais nécessite d'alléger les combinaisons spatiales existantes qui sur la Lune étaient acceptables avec une gravité égale à ~1/6 de g.

#### Équipements
Pour son séjour sur Mars, l'équipage utilise plusieurs types d'équipement : un habitat dans lequel il vit lorsqu'il n'effectue pas des sorties extravéhiculaires, des rovers pressurisés ou non pour lui permettre d'explorer une région plus vaste avec une meilleure productivité, une centrale électrique pour produire l'énergie et, de manière optionnelle, des instruments scientifiques (centrale météorologique, laboratoire), des équipements pour permettre l'utilisation des ressources in situ (production d'oxygène ou d'eau à partir de l'atmosphère), une foreuse pour ramener des carottes du sol, des rovers robotisés télécommandés....
|                                           | Équipage de 6 personnes Atterrisseur avec une capacité de 40 t. | Équipage de 6 personnes Atterrisseur avec une capacité de 40 t. | Équipage de 4 personnes Atterrisseur avec une capacité de 20 t. | Équipage de 4 personnes Atterrisseur avec une capacité de 20 t. |
| Équipement                                | Nombre                                                          | Masse unitaire                                                  | Nombre                                                          | Masse unitaire                                                  |
| ----------------------------------------- | --------------------------------------------------------------- | --------------------------------------------------------------- | --------------------------------------------------------------- | --------------------------------------------------------------- |
| Consommables                              | -                                                               | 7 940 kg                                                        | -                                                               | 7 940 kg                                                        |
| Matériel scientifique                     | -                                                               | 1 200 kg                                                        | -                                                               | 1 200 kg                                                        |
| Rovers robotiques                         | 2                                                               | 200 kg                                                          | 2                                                               | 200 kg                                                          |
| Foreuse                                   | 1                                                               | 250 kg                                                          | 1                                                               | 250 kg                                                          |
| Rover non pressurisé                      | 1                                                               | 200 kg                                                          | 1                                                               | 200 kg                                                          |
| Rovers pressurisés                        | 2                                                               | 7 500 kg                                                        | 2                                                               | 7 500 kg                                                        |
| Système transfert carburant               | -                                                               | -                                                               | 2                                                               | 400 kg                                                          |
| Habitat                                   | 1                                                               | 24 560 kg                                                       | 1                                                               | 19 870 kg                                                       |
| Centrale électrique                       | 2                                                               | 7 800 kg                                                        | 2                                                               | 7 800 kg                                                        |
| ISRU                                      | 1                                                               | 1 230 kg                                                        | 2                                                               | 1 230 kg                                                        |
| Lanceur/capsule retour en orbite (à vide) | 1                                                               | 9 à 12 t.                                                       | 1                                                               | 9 à 12 t.                                                       |
| Ergols                                    | -                                                               | 8 à 10 t.                                                       | -                                                               | 8 à 10 t.                                                       |

##### Habitat
L'habitat comporte un sas pour les sorties sur le sol martien. Dans certains scénarios, dont celui de la NASA, une annexe gonflable (donc légère à transporter) permet d'accroître le volume disponible. L'habitat doit disposer de ravitaillement, de l'eau et de l'oxygène nécessaires pour un séjour de 500 jours. Il n'est pas envisageable à ce stade de produire des fruits ou des légumes sur place. Le rapport de la NASA recommande que chaque membre de l'équipage dispose d'un espace personnel qui comprenne outre son lit un espace qu'il peut personnaliser, un bureau, un ordinateur ainsi qu'une armoire de rangement des affaires personnelles. L'espace doit être aménagé non seulement de manière qu'il puisse se reposer mais également se détendre et mener des activités personnelles. Pour permettre à chaque astronaute de disposer d'un espace d'intimité tout en limitant le risque d'une tendance à l'isolement, le rapport préconise des chambres pour 2 dotées d'une cloison amovible permettant de couper à la demande la pièce en 2. On connaît mal l'effet de la gravité réduite de Mars (0,38 g) sur de longues périodes et les recherches dans ce domaine doivent être poursuivies. Il est certain que l'habitat devra fournir à l'équipage des équipements d'exercice physique permettant de combattre les effets de la faible pesanteur. Tirant les leçons des installations dans la station spatiale, la NASA recommande que ces équipements comportent un côté ludique pour ne pas entrainer de lassitude et qu'ils soient installés dans une pièce bien aérée et à l'écart des principaux axes de circulation de l'habitat.

Équipements au sol
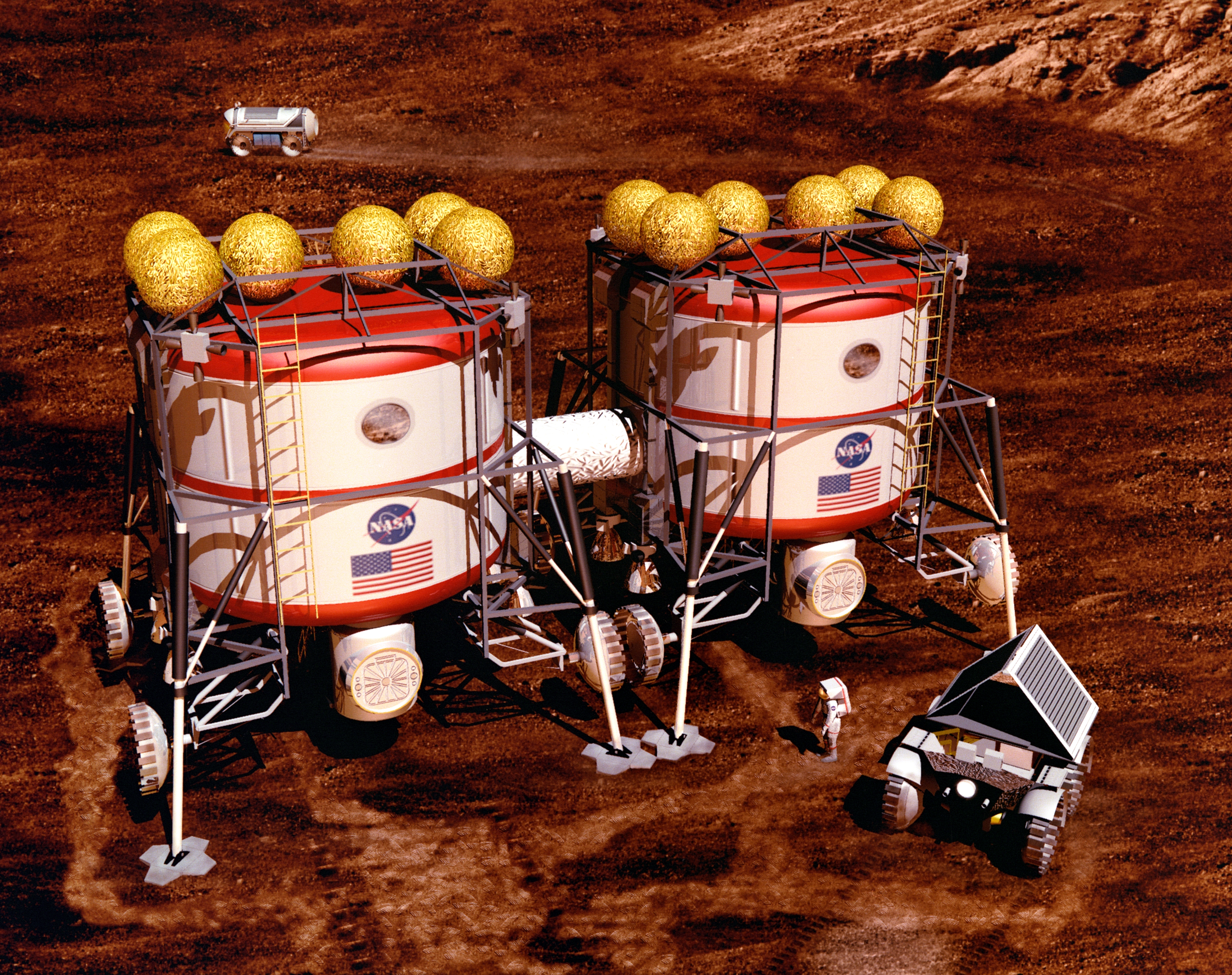
Deux habitats martiens (source : NASA).
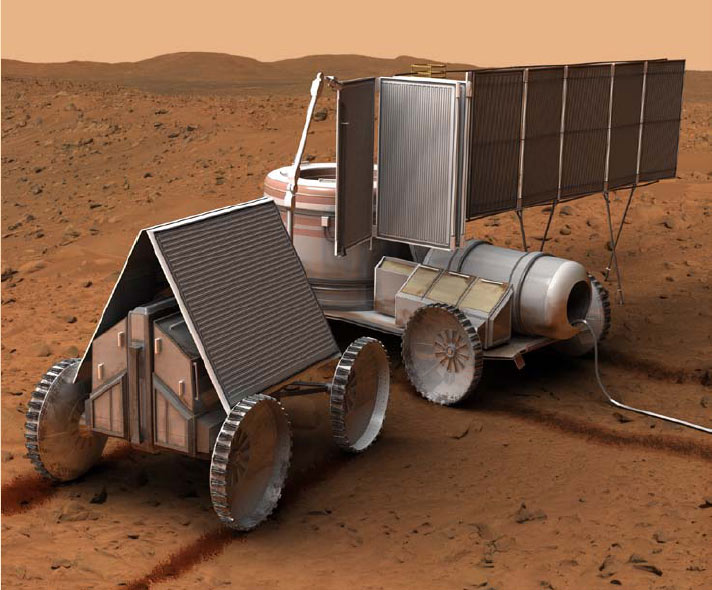
Production d'électricité par un générateur nucléaire (source : NASA).
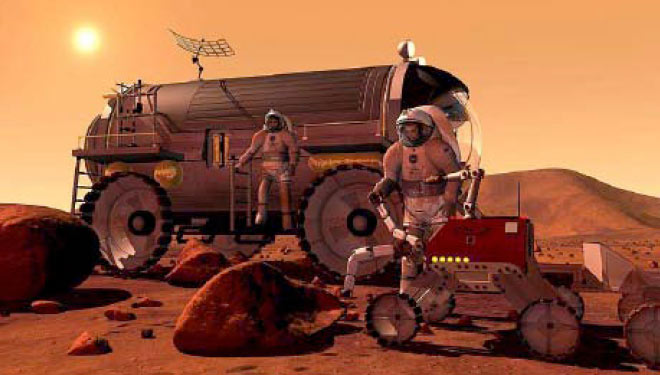
Exemple de rover pressurisé (source : NASA V5).

##### Véhicules
L'utilisation de véhicules motorisés sur le sol martien se justifie pour plusieurs raisons. La recherche d'un site d'atterrissage favorable et donc plat risque d'imposer un lieu d'installation éloigné des sites intéressants sur le plan scientifique mais caractérisés le plus souvent par des reliefs ou des escarpements. D'autre part, au cours d'un séjour de 18 mois, il est probable que tous les sites à portée de marche auront été explorés même si le nombre de sorties extravéhiculaires restera limité. Enfin, un véhicule permet de réduire le temps passé à se rendre sur un site donc d'améliorer la productivité des travaux scientifiques et également de réduire les consommables utilisés en limitant l'effort physique imposé aux astronautes. Dans le cadre du programme Apollo, il a été mesuré que l'utilisation du rover se traduisait par un gain significatif à partir d'une distance de 100 mètres.
Selon les scénarios, l'équipage dispose d'un ou plusieurs véhicules qui permet(tent) d’accroître son rayon d'exploration. Celui-ci peut être non pressurisé et léger comme le rover lunaire ou pressurisé avec une plus grande autonomie. L'équipage du véhicule non pressurisé l'utilise avec sa combinaison spatiale. Ce type de véhicule peut disposer de réservoirs permettant de refaire le plein de consommables (énergie, eau, oxygène). Le véhicule dispose d'un système de navigation et de télécommunications ; il permet de transporter les outils et les échantillons. Le matériel de forage peut être transporté dans une remorque spéciale. Le véhicule pressurisé permet d'accroître considérablement le rayon d'action et la durée des expéditions. Deux rovers du même type sont préconisés dans les scénarios de la NASA pour permettre à un véhicule d'être dépanné par le véhicule jumeau.
La quantité d'énergie nécessaire pour faire fonctionner un rover est une contrainte importante pour les rovers pressurisés qui seraient motorisés avec des moteurs électriques fonctionnant sur batteries. Ainsi, selon la NASA, un rover de taille moyenne (7 × 4 m) pouvant emporter deux personnes pour des explorations d'une durée d'une semaine en parcourant 100 km en toute autonomie (masse 7,5 tonnes) doit disposer de 2,5 tonnes de batteries et de 400 m2 de panneaux solaires (installés à l'arrêt) s'il roule à 3 km/h de moyenne. En abaissant la vitesse de déplacement à 0,5 km/h et en utilisant en complément des générateurs à radioisotope, la surface des panneaux solaires pourrait être abaissée à 40 m2 et la masse des batteries à 300 kg.

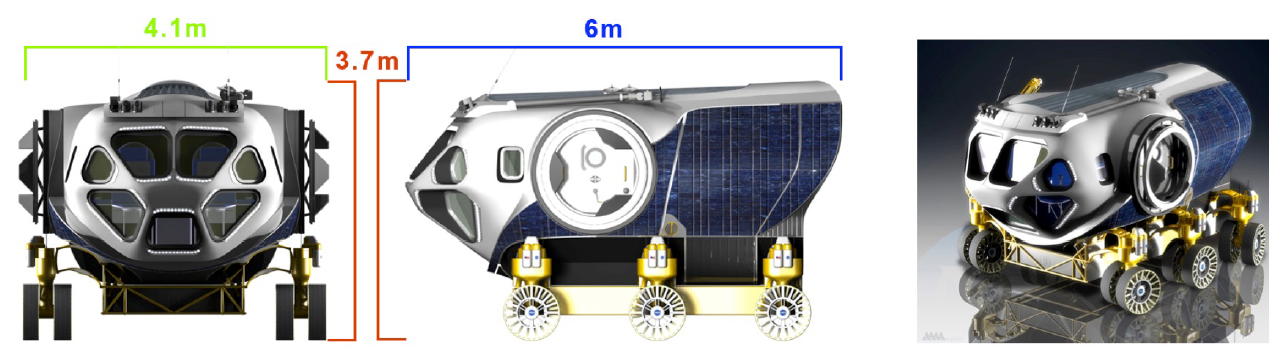
Exemple de rover pressurisé de taille moyenne pour deux personnes permettant une excursion de 100 km (source : NASA, 2014).

##### Production d'énergie
Le système de production d'énergie joue un rôle central dans la mission martienne. Il permet de faire fonctionner les équipements de type ISRU qui produit le carburant utilisé par la fusée permettant aux astronautes de redécoller, réchauffer et faire fonctionner l'habitat, charger les différents équipements (foreuse, rover). La puissance électrique nécessaire est évaluée à 92 kW en pointe pour l'ISRU et à environ 15 kW pour les usages quotidiens lorsque l'équipage est au sol. Deux sources d'énergie sont envisagées : une petite centrale nucléaire ou le recours à des panneaux solaires.
Plusieurs facteurs ont une incidence significative sur la puissance électrique fournie par des panneaux solaires. L'ensoleillement de Mars du fait de l'éloignement de la planète par rapport au Soleil est deux fois plus faible que sur Terre. Le rayonnement solaire est par ailleurs filtré en permanence par la poussière présente dans l'atmosphère martienne qui se densifie durant les longues tempêtes. Cette poussière se dépose sur les panneaux solaires tout au long du séjour sur le sol martien réduisant leur efficacité. Enfin, la latitude du site d'atterrissage a une influence importante sur le rendement des panneaux.

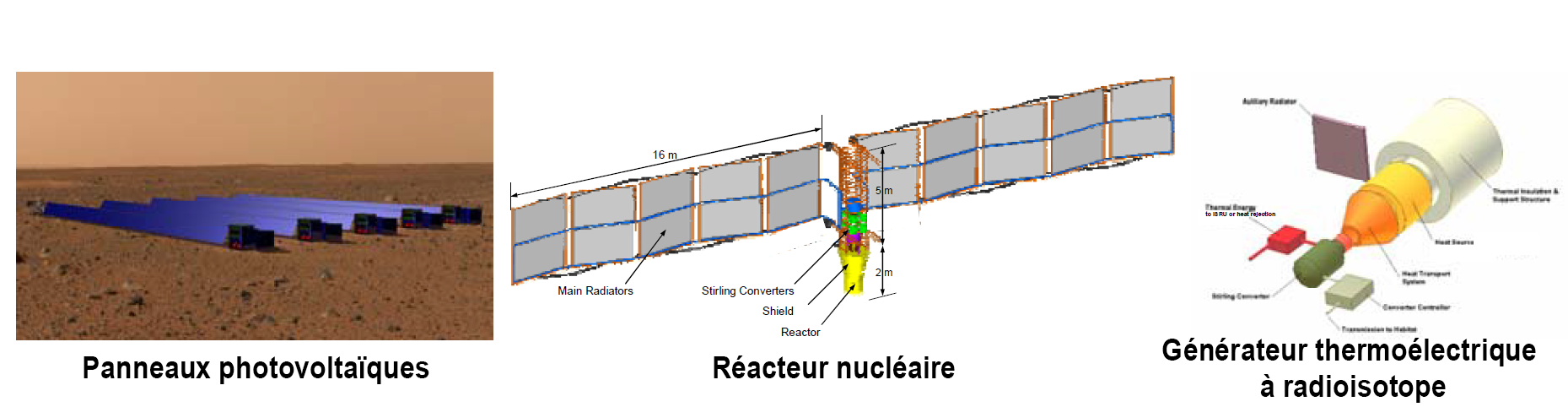
Les trois sources d'énergie envisagées par la NASA pour une mission sur le sol martien (source : DRA 5.0).

#### Activités sur le sol martien
Après l'atterrissage, l'équipage, s'il a subi une longue période d'apesanteur durant son transit entre la Terre et Mars, ne sera pas disponible pour des tâches critiques avant plusieurs jours sinon plusieurs semaines.

##### Trois stratégies d'exploration

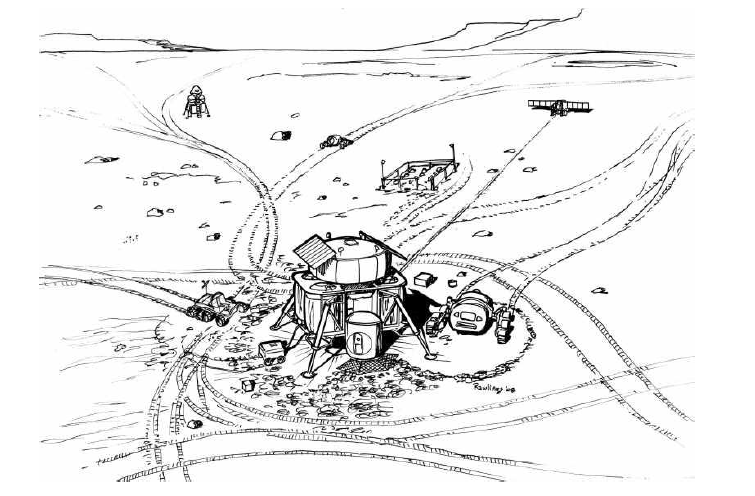
La stratégie du « banlieusard » (NASA, 2014).

La NASA a étudié trois stratégies d'exploration de Mars par une mission habitée qui se différencient à la fois par l'étendue de la zone explorée et l'importance des sorties extravéhiculaires réalisées par l'équipage :
- la stratégie du « banlieusard » (Commuter) repose sur un habitat central unique et l'utilisation de deux petits rovers pressurisés et deux rovers robotiques. L'exploration se fait à l'aide des rovers pressurisés qui peuvent emporter deux personnes et ont une autonomie d'une semaine et 100 km. Les rovers emportent une foreuse qui permet de ramener des échantillons de 100 mètres de profondeur. Compte tenu de leur petite taille, ils n'emportent pas d'équipements scientifiques mais permettent d'effectuer des sorties extravéhiculaires ;
- la stratégie du « banlieusard téléopérateur » (Telecommuter). L'équipage est toujours basé dans un habitat fixe central mais il ne dispose que de rovers non pressurisés qui ne lui permet de s'éloigner de l'habitat qu'à distance de marche (pour pallier les cas de défaillance) soit environ 15 km. Les explorations à longue distance se font avec des rovers télécommandés depuis l'habitation ayant une autonomie et des capacités générales bien supérieures aux engins existants. Ces rovers pourront être prépositionnés avant la mission dans des régions complètement différentes ;
- la stratégie de la « maison mobile » (Mobile Home). L'équipage effectue des missions d'étude d'une durée de deux à quatre semaines à bord de gros rovers pressurisés disposant de suffisamment de place à la fois pour y vivre en permanence et être équipés d'instruments scientifiques permettant d'effectuer des analyses des échantillons recueillis. La zone d'atterrissage ne sert qu'à entreposer les équipements non nécessaires pour ces longues excursions comme le système de production d'énergie, le stock de consommables et les équipements ISRU. On y trouve un habitat de taille réduite qui ne sert que temporairement. Ce site sert également d'atelier d'entretien et de réparation entre deux explorations. Chaque rover doit pouvoir accueillir un équipage de six personnes en cas de défaillance de l'un des deux engins. Chaque rover dispose d'un sas et d'un port d’amarrage qui permet à l’arrêt de solidariser les deux engins et passer de l'un à l'autre sans utiliser la combinaison spatiale. Les rovers emportent deux rovers robotisés radiocommandés pour explorer à distance des sites ainsi qu'une foreuse.

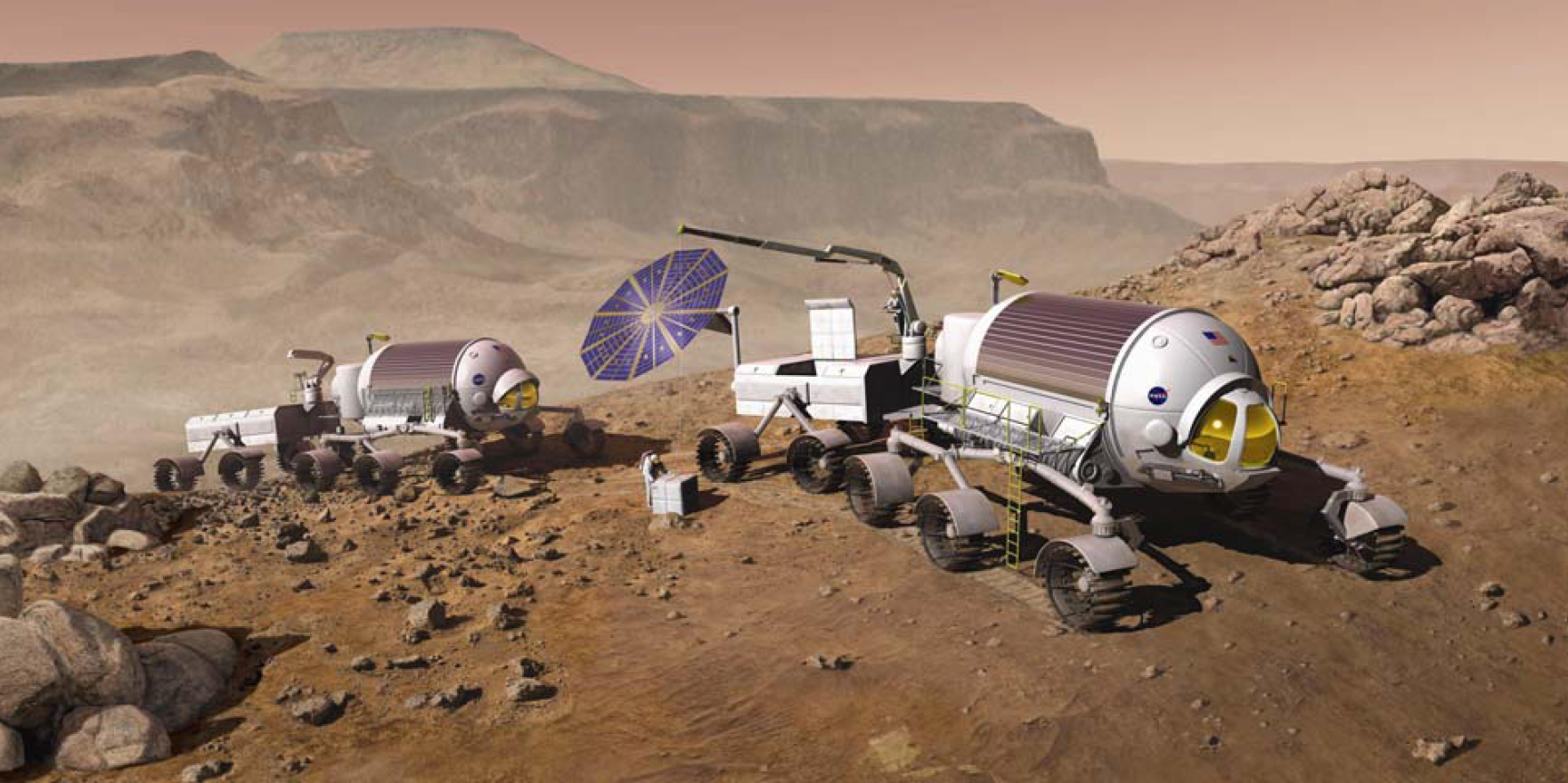
Dans la stratégie d'exploration de la "maison mobile", l'équipage n'a pas d'habitat fixe mais se déplace, vit et travaille à bord de deux gros rovers pressurisés.

##### Montage des installations sur le sol martien
L'habitat qui, durant la phase d'atterrissage, utilisait ses réserves d'énergie internes limitées pour des questions de poids, doit être rapidement branché sur une source d'énergie externe : panneaux solaires (à déployer) ou générateur nucléaire. Le système de dissipation de chaleur est mis en place ainsi que les antennes de télécommunications permettant des communications à haut débit avec la Terre ainsi que les modules, véhicules et satellites situés sur Mars. Le système de support-vie en circuit fermé est éventuellement remis en marche ou sinon contrôlé. Dès qu'il en a la capacité, l'équipage devra effectuer des sorties extravéhiculaires pour déployer les premières expériences à proximité de l'habitat, mettre en ordre de marche les véhicules transportés, sortir les équipements des soutes du vaisseau. Si un habitat gonflable existe, il est installé et connecté au reste de l'habitat.

##### Exploration

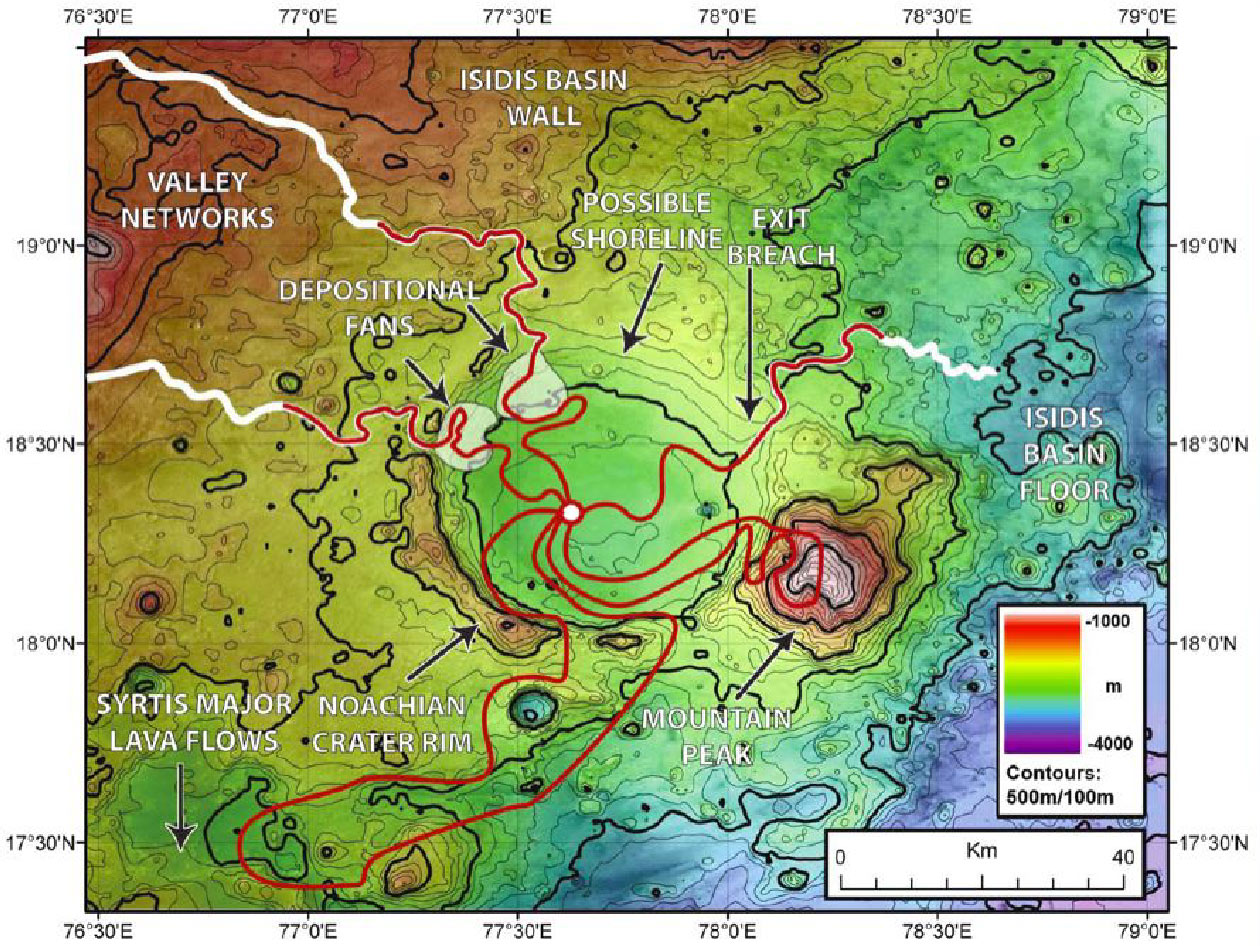
Exemple d'explorations vers des sites géologiques majeurs menées en rayonnant à partir de l'habitat installé dans un grand cratère (source : NASA V5).

La première activité est la géologie de terrain : l'œil et la capacité de synthèse de l'homme permettent de détecter des indices qu'un robot ne saurait trouver. L'homme peut rapidement choisir la méthode d'exploration en fonction de ce qu'il voit et mettre en œuvre les outils adaptés. Une partie de l'exploration pourra être confiée à des robots qui seront guidés par téléopération par les astronautes par exemple pour étendre la zone explorée au-delà des limites imposées par les règles de sécurité ou pour faire un premier repérage des lieux. Les échantillons recueillis pourront faire l'objet d'une première analyse dans un laboratoire sur place, en particulier pour identifier le type de roche, sa texture, ses composants et la présence d'indices de vie (fossiles, structures). Le laboratoire permettra d'étudier les caractéristiques volatiles ou transitoires des échantillons qui ne pourront être observés à l'issue du retour sur Terre.
La présence d'hommes sur place permet également d'effectuer des mesures géophysiques et météorologiques : observation détaillée des tempêtes de poussière, sondages sismiques et radar pour étudier les structures souterraines, en particulier rechercher la présence d'eau. La présence de l'homme permet de positionner les instruments de mesure et de les calibrer avec précision. Des sondages souterrains à grande profondeur peuvent être menés pour accéder aux couches contenant de l'eau à l'état stable, pour rechercher dans les carottes de dépôts sédimentaires la présence d'une vie extraterrestre ou des caractéristiques particulières comme les dépôts hydrothermaux. Des fusées-sondes et des ballons peuvent être lancés pour étudier l'atmosphère.
Enfin, des expériences peuvent être menées pour tester l'utilisation de Mars par l'homme comme la réalisation de plantations sur le sol martien. Des études médicales sont conduites sur les astronautes pour analyser l'adaptation de l'homme à l'environnement martien tant sur le plan de sa santé que de ses capacités.
L'exploration de multiples sites dans un grand rayon autour de l'habitat est une condition essentielle à la réussite scientifique de l'expédition. La NASA, dans son scénario de référence, prévoit des explorations menées dans un rayon de 100 km : il est prévu de réaliser durant ces expéditions des forages jusqu'à une profondeur de 100 mètres. Les expéditions à grande distance sont préparées pour optimiser le temps passé sur place : étude des relevés satellitaires, envoi de robots téléopérés pour trouver la meilleure voie d'accès et faire une première évaluation de l'intérêt présenté par un site. La disponibilité de véhicules est essentielle ainsi que celle d'un système de navigation permettant à l'astronaute de se repérer. La combinaison spatiale doit fournir à l'astronaute une liberté de mouvement suffisante pour lui permettre de réaliser sans effort ses tâches. Le rayon d'action de l'équipage est déterminé par celui des véhicules mis en œuvre mais également par la capacité et la disponibilité d'un véhicule de secours qui devra pouvoir récupérer une expédition en difficulté paralysée par une défaillance de son matériel ou un accident. Si aucun véhicule de secours n'est prévu, la limite des déplacements est fixée par la capacité des astronautes à retourner à pied à l'habitat. Les expéditions comprennent toujours au moins deux astronautes et des équipiers sont disponibles dans l'habitat pour assurer une veille radio permanente et participer à une expédition de secours. Les expéditions doivent être planifiées en fonction des saisons. Il n'est pas recommandé d'effectuer une sortie de nuit ou durant une tempête de poussières. Les outils (en particulier les outils de forage), les véhicules et les combinaisons spatiales doivent pouvoir être réparés sur place lorsque la panne n'est pas trop complexe. Pour accroître le rayon d'action des expéditions, un avant-poste peut être installé au cœur d'une zone à explorer, permettant aux astronautes d'enlever leur combinaison spatiale, de s'y reposer, de refaire le plein de consommables. Cet avant-poste peut être constitué par un rover pressurisé ou un habitat gonflable.

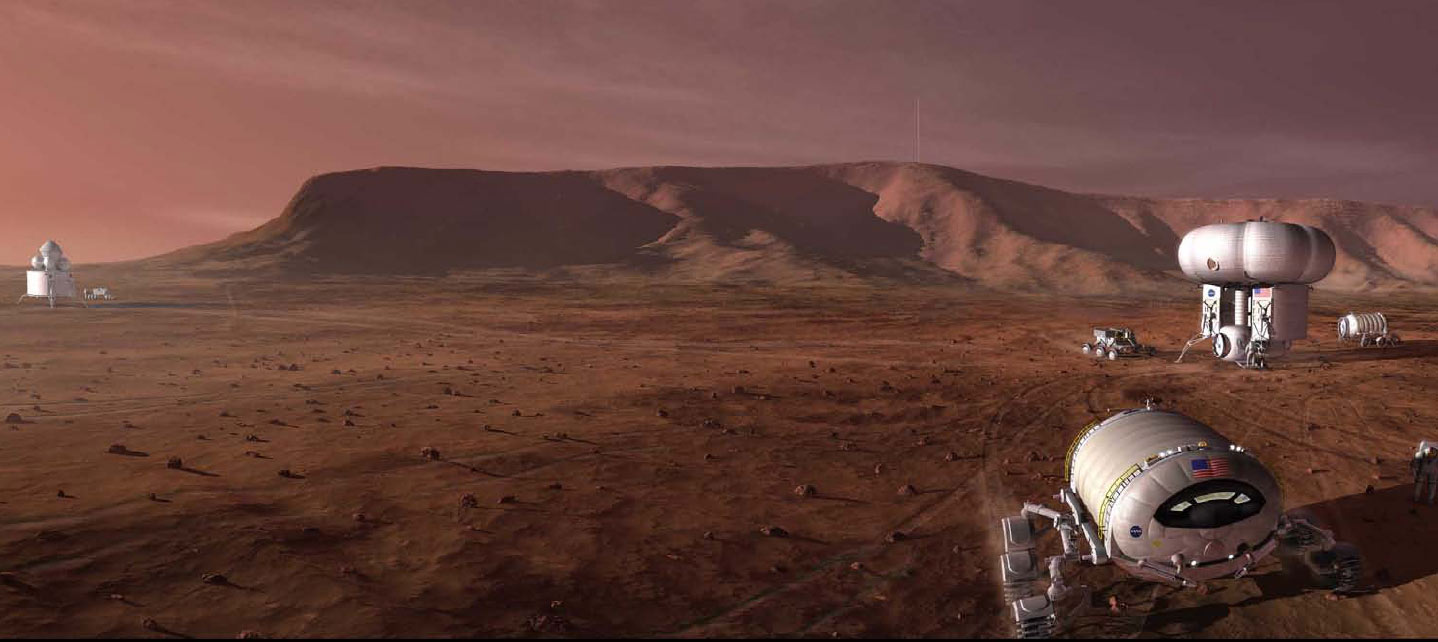
Véhicule pressurisé, habitat et vaisseau de retour (scénario NASA).

##### Préparatifs de retour

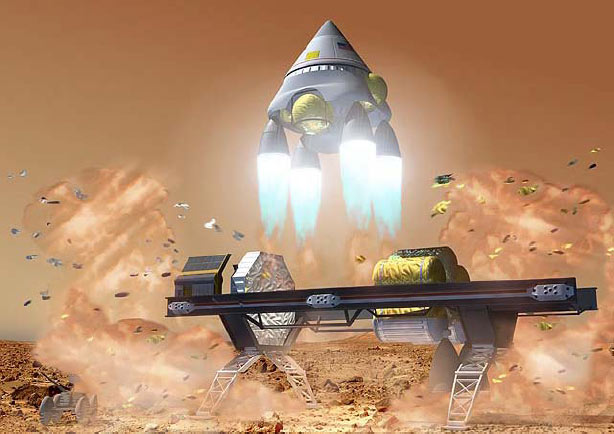
Le décollage de Mars (source NASA).

### Retour sur Terre
Pour revenir sur Terre, l'équipage doit s'arracher à la pesanteur martienne puis être injecté sur une trajectoire de retour vers notre planète. Plusieurs scénarios sont possibles. Dans le scénario dit "direct", le vaisseau qui décolle de la surface de Mars est également utilisé pour le retour vers la Terre. Cela impose d'une part un vaisseau équipé pour permettre le séjour de l'équipage durant les 6 mois du voyage de retour et capable d'effectuer une rentrée atmosphérique à grande vitesse dans l'atmosphère terrestre et d'autre part un lanceur suffisamment puissant pour propulser ce vaisseau en échappant à l'attraction de Mars. Ce scénario est celui de Mars Direct mais son manque de réalisme (la masse à lancer était trop importante) l'a généralement fait abandonner au profit du scénario Mars Semi-direct. Dans celui-ci qui est aussi celui préconisé par la NASA, le vaisseau lancé depuis la surface de Mars joue uniquement un rôle de taxi et vient s'amarrer au vaisseau placé en orbite autour de Mars et chargé de ramener l'équipage sur Terre. Dans le scénario de référence de la NASA, il s'agit d'un vaisseau ayant effectué le trajet aller tandis que dans le scénario semi-direct, il s'agit d'un vaisseau lancé uniquement pour assurer le retour de l'équipage. Le rendez-vous entre les deux vaisseaux constitue une des phases les plus risquées de la mission.
Dans les deux scénarios évoqués plus haut, la fusée qui décolle de Mars utilise des ergols en partie produits sur place grâce à la petite usine chimique extrayant l'oxygène de l'atmosphère martienne depuis l'atterrissage de l'engin sur Mars soit pratiquement quatre ans. La NASA a étudié plusieurs architectures :
- fusée mono étage/bi étages plus performante mais plus risquée (largage) ;
- rendez-vous en orbite basse (500 × 500 km) / haute (250 × 33 793 km) ;
- combinaison d'ergols utilisés : Oxygène/Méthane, Oxygène/Hydrogène, Monométhylhydrazine/Peroxyde d'azote.

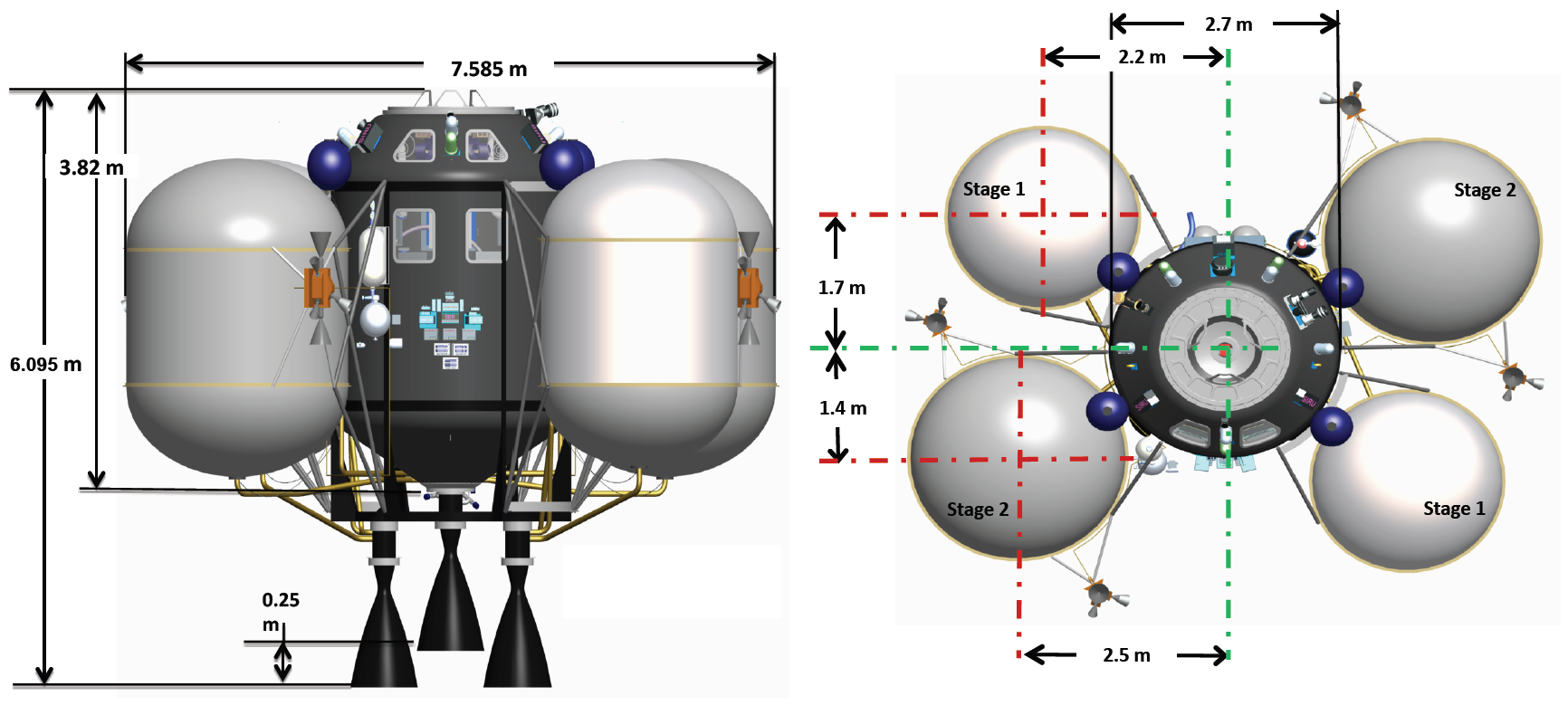
Exemple de fusée à deux étages (deux réservoirs sont largables) utilisée par un équipage de six personnes pour quitter le sol martien (source NASA 2014).

## Projets de mission vers Mars étudiés
Les missions habitées vers Mars ont fait l'objet d'un très grand nombre d'études. Un document de la NASA de 2001 recensait ainsi près de 1000 projets plus ou moins détaillés, produits depuis 1950 au sein de l'agence spatiale américaine ou dans d'autres institutions.
Deux scénarios de mission habitée vers Mars ont été, à ce jour, particulièrement détaillés sur le plan technique : le scénario de la NASA Design reference mission dont la première version remonte à la fin des années 1990 a été régulièrement affiné depuis. La version actuelle (5.0) est celui d'une mission lourde qui nécessite de placer en orbite terrestre basse entre 850 et 1 250 tonnes de charge utile grâce au lancement d'une dizaine de fusées SLS. Le scénario de l'association Mars Society regroupant des passionnés et créée par un professionnel du spatial Robert Zubrin préconise le scénario « Mars Direct » qui vise à réduire sensiblement les coûts en limitant à deux ou trois (Mars Semi-Direct) le nombre de lancements nécessaires grâce notamment à l'utilisation de modules polyvalents, à la réduction de la taille de l'équipage et un calcul au plus juste des aménagements.
| Caractéristique                                                               | Scénario NASA                                         | Scénario Mars Direct                                  |
| ----------------------------------------------------------------------------- | ----------------------------------------------------- | ----------------------------------------------------- |
| Taille de l'équipage                                                          | 6                                                     | 4                                                     |
| Durée de la mission                                                           | 900 jours dont 540 sur Mars (scénario de conjonction) | 900 jours dont 540 sur Mars (scénario de conjonction) |
| Nombre de lancements                                                          | Une dizaine                                           | 2                                                     |
| Assemblage en orbite terrestre basse                                          | Oui                                                   | Non                                                   |
| Masse en orbite terrestre basse                                               | Environ 1 000 tonnes                                  | Environ 240 tonnes                                    |
| Masse sur le sol martien                                                      | Environ 80 tonnes                                     |                                                       |
| Vaisseau utilisé pour le transfert d'équipage en orbite terrestre             | Orion                                                 | HAB                                                   |
| Habitat utilisé pour le transit Terre-Mars                                    | MTV                                                   | HAB                                                   |
| Habitat utilisé sur le sol martien                                            | HAB                                                   | HAB                                                   |
| Fusée utilisée pour la remontée                                               | MAV                                                   | ERV                                                   |
| Habitat utilisé pour le transit Mars-Terre                                    | MTV                                                   | ERV                                                   |
| Vaisseau utilisé pour le retour d'équipage sur Terre                          | Orion                                                 | ERV                                                   |
| Type de propulsion Terre-Mars                                                 | Nucléaire thermique (Etage NTR)                       | Chimique                                              |
| Gravité artificielle durant le transit                                        | Non                                                   | Oui                                                   |
| Technique utilisée pour la mise en orbite autour de Mars                      | Aérocapture/Propulsion                                | Aérocapture                                           |
| Production d'énergie sur Mars                                                 | Réacteur nucléaire                                    | Réacteur nucléaire                                    |
| Rover                                                                         | Jusqu'à 5 rovers dont 2 robotisés et 2 pressurisés    | Un petit rover pressurisé                             |
| Technique utilisée pour la descente sur le sol de Mars                        | À l'étude                                             | Non précisée                                          |
| Recours aux ressources locales pour les ergols de la fusée lancée depuis Mars | Oui                                                   | Oui                                                   |

En 2015, la NASA a publié un rapport sur la stratégie envisagée pour aboutir à une mission habitée sur le sol martien durant la décennie 2030. Ce document, peu précis sur les moyens techniques mis en œuvre pour les missions martiennes proprement dites, détaille les objectifs à remplir progressivement et les missions préalables qui incluent des vols circumlunaires, la capture d'un astéroïde et un atterrissage sur le satellite martien Phobos. Le lanceur lourd SLS et le vaisseau spatial interplanétaire Orion, en cours de développement en 2015, y jouent un rôle central.
En 2016, Elon Musk a présenté son projet de mission habitée vers Mars lors d'une conférence au Mexique.

### Stratégie martienne de la NASA en 2015

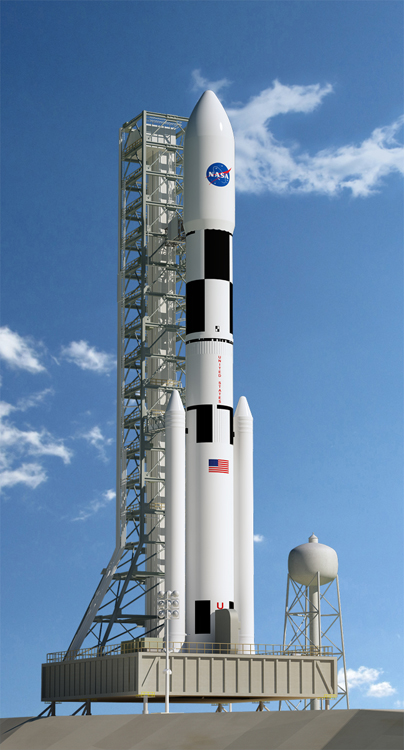
Le lanceur lourd SLS dont le premier vol est prévu en 2020 joue un rôle central dans le programme martien de la NASA à l'étude en 2015 (vue d'artiste de la version la plus puissante).

#### Contexte: arrêt du programmeConstellationet choix duFlexible path
En 2010, l'arrêt pour des raisons budgétaires du programme Constellation dont l'objectif était de ramener l'homme sur le sol lunaire, semble annoncer le repli du programme spatial habité américain sur l'orbite terrestre basse. Toutefois, la même année, la NASA décide de poursuivre le développement d'un lanceur lourd SLS et du vaisseau spatial interplanétaire Orion. Ces engins spatiaux doivent être utilisés pour réaliser des missions interplanétaires d'une complexité croissante dans le but ultime de déposer des hommes sur Mars. La stratégie ainsi définie, baptisée Flexible Path est beaucoup plus progressive que ce qui a été envisagé dans les projets martiens antérieurs. Avant de poser l'homme sur Mars, il est prévu de mener des missions autour de la Lune, sur des astéroïdes proches puis sur la lune martienne Phobos pour mettre au point les matériels et gagner en expérience. Les premières missions de SLS et Orion à destination de l'espace cislunaire sont progressivement définies au cours des années suivantes. Toutefois, la stratégie d'exploration du système martien reste vague.

#### Missions intermédiaires: atterrissage d'un équipage à la surface d'un astéroïde et de Phobos
Deux types de mission destinées à préparer la mission martienne sont envisagées dans le cadre du Flexible Path :
- l'envoi d'un équipage à la surface d'un astéroïde géocroiseur : l'objectif est de combiner l'étude in situ de cet objet et de tester les nouveaux matériels notamment en déplaçant une roche de quatre mètres de diamètre située à la surface de l'astéroïde pour la placer sur une orbite lunaire ;
- l'envoi d'un équipage sur la lune martienne Phobos pour tester une grande partie du matériel mis en œuvre à la surface de Mars sans avoir à descendre puis remonter dans le puits de gravité de la planète. L'étude in situ par des astronautes géologues ou formés à la géologie dans le cadre de la mission pourrait permettre de lever le mystère entourant l'origine de cette lune. La mission ramènera des échantillons du sol de la lune mais également de roches du sol martien éjectées par l'impact d'astéroïdes préservées de toute érosion sur Phobos. La mission présente un niveau de difficulté intermédiaire qui permet de limiter les risques.

#### La NASA précise les étapes devant conduire à une mission martienne (octobre 2015)
En octobre 2015, la NASA publie un rapport intitulé NASA's Journey to Mars, Pioneering Next Steps in Space Exploration (« Mission vers Mars de la NASA, les prochaines étapes pionnières de l'exploration spatiale ») qui définit les principaux objectifs et concepts de mission envisagés pour aboutir à l'envoi d'un équipage sur le sol martien. Le document met en avant une approche graduée qui intègre les missions déjà décidées et les choix d'architecture effectués autour du lanceur lourd SLS et du vaisseau spatial interplanétaire Orion. Il ne détaille pas les moyens mis en œuvre pour atteindre et séjourner à la surface de Mars et n'aborde pas la question du financement de ce programme martien. Trois phases sont identifiées :
- missions en orbite terrestre basse (jusqu'en 2024) : validation des technologies qui seront utilisées dans l'espace au cours des décennies suivantes. Ces missions s'appuient sur la Station spatiale internationale ;
- missions dans l'espace cislunaire : tests "sur le terrain" d'équipements comme l'habitat spatial qui sera utilisé pour le voyage vers Mars et l'expérimentation de séjours prolongés dans l'espace sans pouvoir avoir recours à un retour rapide sur Terre en cas de problème ;
- missions sur Mars ou d'autres destinations lointaines : séjours de longue durée en disposant d'une autonomie complète par rapport à la Terre.

Pour parvenir à effectuer la mission martienne, la NASA a identifié dans son rapport une série de décisions à prendre en incluant celles déjà prises :
| Échéance                                         | Décision prise / à prendre |
| ------------------------------------------------ | --- |
| Décisions prises                                 | Prolonger la vie opérationnelle de la Station spatiale internationale jusqu'en 2024                                               |
| Décisions prises                                 | Développer des versions plus puissantes du lanceur SLS : étage Exploration Upper Stage puis propulseurs d'appoint plus puissants  |
| Décisions prises                                 | Définir un scénario de base pour une mission de capture d'astéroïde                                                               |
| Décisions prises                                 | Choix du scénario de pré-déploiement des vaisseaux cargo et des infrastructures                                                   |
| Décisions à prendre dans les années à venir      | Développer une combinaison spatiale pour les sorties extravéhiculaires depuis le vaisseau spatial Orion                           |
| Décisions à prendre dans les années à venir      | Définir la capacité de l'habitat utilisé dans l'espace interplanétaire                                                            |
| Décisions à prendre dans les années à venir      | Sélectionner le système de propulsion utilisé pour les déplacements dans l'espace interplanétaire                                 |
| Décisions à prendre dans les années à venir      | Identifier les missions robotiques martiennes à lancer après Mars 2020 pour préparer une mission avec équipage sur le sol martien |
| Décisions à prendre dans les années à venir      | Définir les missions futures qui peuvent être envisagées dans l'espace cislunaire                                                 |
| Décisions à prendre durant la prochaine décennie | Définir les missions de la phase 3 (Phobos, Mars...)                                                                              |
| Décisions à prendre durant la prochaine décennie | Définir le rôle des technologies ISRU dans la logistique des missions martiennes                                                  |
| Décisions à prendre durant la prochaine décennie | Concevoir les habitats déposés à la surface de Mars                                                                               |
| Décisions à prendre durant la prochaine décennie | Développer le système de production d'énergie utilisé à la surface de Mars                                                        |

#### Esquisse d'un calendrier des missions
Le lanceur lourd SLS joue un rôle clé dans la réalisation du programme martien. Dans le cadre d'un rapport produit fin juillet 2015 (“Evolvable Mars Campaign: Status Update to SLS Evolvability TIM”), la NASA présente un calendrier des missions successives du lanceur qui donnent un aperçu de la manière dont l'agence spatiale prévoit de procéder pour parvenir à poser un équipage sur le sol martien. Trois versions du lanceur SLS, de puissance croissante, doivent être utilisées : bloc I (capacité : 70 tonnes en orbite terrestre basse), bloc IB (105 t) et bloc II (130 t).
| Date      | Code mission | Lanceur     | Charge utile                                      | Objectif | Complément description mission(s)                          |
| --------- | ------------ | ----------- | ------------------------------------------------- | --- | ---------------------------------------------------------- |
| 2018      | EM-1         | SLS bloc I  | Orion                                             | Premier vol d'essai du SLS Orion testé au-delà de l'orbite basse                                                                             | Mission à destination de l'espace cislunaire sans équipage |
| 2020      | ARRM         | SLS bloc I  | Orion, module SEP et système de capture astéroïde | Premier test du SEP (module de propulsion électrique)                                                                                        | Capture d'astéroïde sans équipage.                         |
| 2021      | EM-2         | SLS bloc IB | Orion                                             | Premier vol version IB du SLS Premier vol Orion avec équipage                                                                                | Mission cislunaire avec équipage                           |
| 2022      | EM-3         | SLS bloc IB | Orion et module habitat interplanétaire           | Premier test du module habitat interplanétaire                                                                                               | Mission cislunaire avec équipage                           |
| 2023      | EM-4         | SLS bloc IB | Orion et module habitat interplanétaire           | | Mission cislunaire avec équipage                           |
| 2024      | EM-5         | SLS bloc IB | Orion et module habitat interplanétaire           | | Mission cislunaire avec équipage                           |
| 2025      | EM-6/ARM     | SLS bloc IB | Orion, SEP et système de capture astéroïde        | | Capture d'astéroïde avec équipage                          |
| 2027-2028 | EM-7 et 8    | SLS bloc II | Orion et module habitat interplanétaire           | | Mission cislunaire avec équipage                           |
| 2028      | x            | SLS bloc II | Prototype de module de descente martien           | Validation des techniques d'arrivée sur le sol martien                                                                                       | Atterrissage sur Mars d'un module lourd sans équipage      |
| 2028-2033 | x            | SLS bloc II | Divers                                            | Étude in situ de la lune martienne Phobos par un équipage Mise au point de 7 des 16 composants majeurs nécessaires pour la mission sur Mars. | 10 vols SLS (dont 2 avec équipages)                        |
| 2034-2039 | x            | SLS bloc II | Divers                                            | Première mission d'un équipage sur le sol de Mars                                                                                            | 12 vols SLS                                                |
| 2038-2043 | x            | SLS bloc II | Divers                                            | Deuxième mission d'un équipage sur le sol de Mars                                                                                            | 10 vols SLS                                                |

### Scénario de référence de la NASA DRA 5.0 (2009-2015)
Entre 1988 (NASA Case studies) et 2009 la NASA a affiné un scénario de mission habitée vers Mars reposant sur le lancement successifs en orbite basse terrestre des différents engins spatiaux assemblés en orbite basse terrestre puis dirigés vers Mars. La version 5 de ce scénario est régulièrement actualisée et un addendum a été produit en 2014.

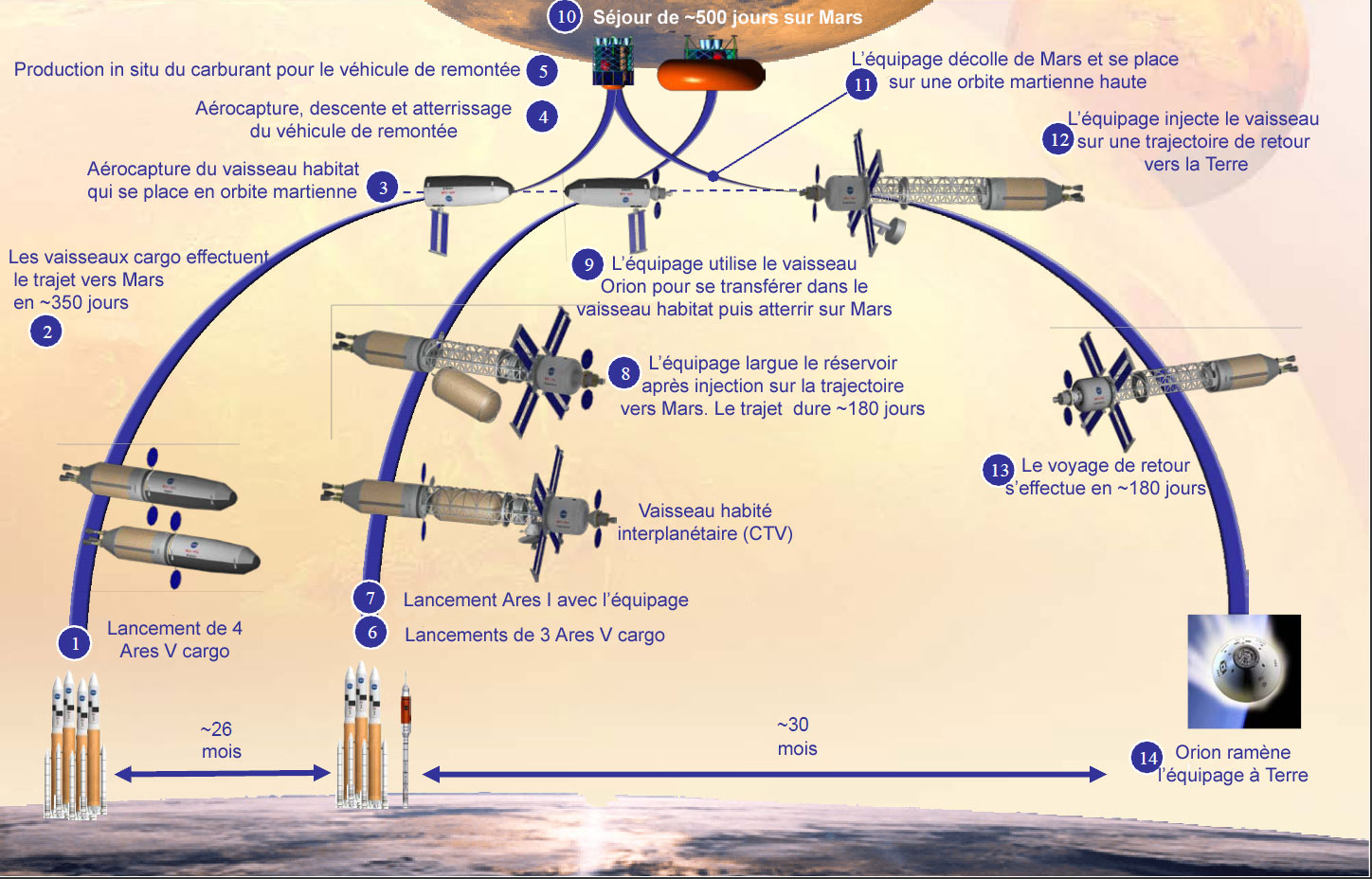
Le scénario de référence de la NASA (2009) pour une mission vers Mars : scénario de conjonction, sept fusées Ares V et une Ares I, propulsion nucléaire, fabrication de carburant sur place, prépositionnement de vaisseaux.

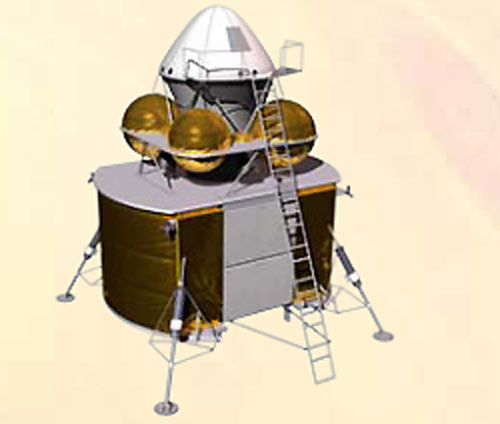
Module de remontée (NASA 2009).

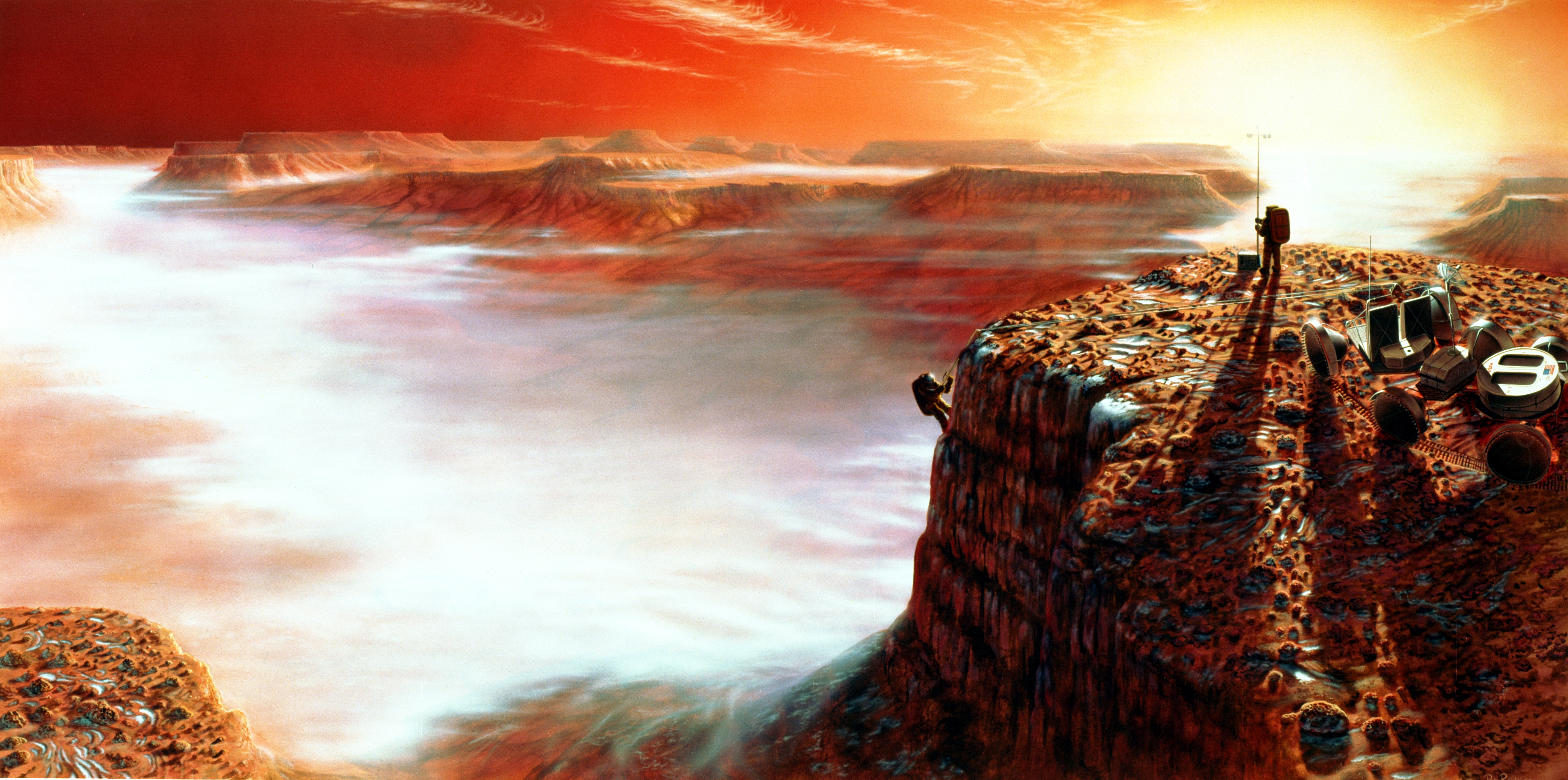
Lever de soleil sur un canyon martien (source NASA).

#### Le scénario de référence V5 de 2009
La dernière version a été produite en février 2009 (Mars Design Reference Architecture 5.0). Le scénario utilise les deux lanceurs en développement dans le cadre du programme Constellation - l'Ares I conçu pour lancer des vaisseaux habités et l'Ares V capable de mettre 188 tonnes de charge utile en orbite basse - ainsi que le vaisseau habité Orion.

##### Les choix d'architecture
Les préconisations les plus structurantes de l'étude sont les suivantes :
- le scénario d'opposition est rejeté car son intérêt scientifique est trop limité ;
- la NASA prévoit trois vols vers Mars dont deux sont lancés lorsque s'ouvre la fenêtre de lancement précédant l'envol de l'équipage soit plus de deux ans avant. Ce calendrier permet de prépositionner le matériel nécessaire au séjour et de s'assurer de son bon fonctionnement avant un point de non retour ;
- les vaisseaux lancés vers Mars, dont la masse totale dépasse largement la capacité du lanceur lourd utilisé, sont assemblés en orbite terrestre basse. Il faut ainsi du lanceur SLS pour amener les composants du vaisseau emportant l'équipage ;
- pour les phases propulsées entre la Terre et Mars - insertion sur une trajectoire de transfert vers Mars, insertion en orbite autour de Mars et pour le retour, insertion sur une trajectoire de transfert vers la Terre - le rapport préconise la propulsion nucléaire qui permet de réduire considérablement la masse de carburant (la masse totale à placer en orbite basse terrestre passe de 1 252 tonnes à 849 tonnes) par rapport à une propulsion chimique (impulsion spécifique de 910 secondes contre 455 secondes). Trois propulseurs nucléaires utilisant la technologie mise au point dans les années 1960 pour le NERVA fournissent une poussée unitaire de 2,5 tonnes en accélérant de l'hydrogène[42] ;
- pour la propulsion de l'habitat qui emporte l'équipage sur le trajet Terre-Mars, un réservoir supplémentaire d'hydrogène est ajouté pour le vol de retour. L'hydrogène contenu dans ce réservoir ne sera utilisé que près de trois ans après le lancement. Pour éviter son évaporation, des cryorefroidisseurs maintiennent le contenu du réservoir à des températures basses ;
- pour se mettre en orbite autour de Mars, la NASA envisage le recours à la technique de l'aérocapture qui permet d'économiser une masse importante d'ergols. L'aérocapture est recommandée en cas de recours à une propulsion interplanétaire chimique uniquement pour les vaisseaux cargos. Dans ce cas, l'aérocapture permet de réduire d'environ 350 tonnes (sur plus de 1 200 tonnes) la masse à placer en orbite terrestre basse. Le vaisseau transportant l'équipage à l'aller a une taille trop importante. Lorsque la propulsion utilisée est nucléaire, l'aérocapture constitue un risque et procure un gain beaucoup plus faible de masse[43] ;
- l'atterrissage sur Mars (Entry Descent and Landing EDL) est considéré comme la phase la plus périlleuse de la mission. Deux options sont particulièrement détaillées : l'utilisation de la coiffe du lanceur renforcée et isolée sur le plan thermique et l'utilisation d'un bouclier thermique gonflable adapté aux vitesses hypersoniques et supersoniques. Un autre choix crucial est la masse de la charge utile maximale pouvant être posée, en effet la complexité croît rapidement avec celle-ci ;
- le comburant (oxygène) de la fusée chargée de remonter l'équipage depuis le sol de Mars ainsi qu'une partie de l'oxygène utilisé par les astronautes est produit sur place par extraction de l'atmosphère martienne. Ce choix permet de réduire notablement la masse et le volume du lanceur et accroit l'autonomie de l'équipage[44] ;
- l'énergie sur le sol martien est fournie par un réacteur nucléaire de 30 kW[45] ;
- le rapport préconise la mise à disposition d'un véhicule pressurisé de petite taille permettant d'effectuer des excursions jusqu'à 100 km de l'habitat (disqualifie l'habitat mobile) ;
- pas de gravité artificielle à bord du véhicule de transit Terre-Mars.

| Date lancement | Charges utiles                                                                                      | Composants utilisés pour la propulsion | Masse totale en orbite basse terrestre | Nombre lancements SLS distincts |
| --- | --------------------------------------------------------------------------------------------------- | -------------------------------------- | -------------------------------------- | ------------------------------- |
| t-28 mois | |                                        |                                        |                                 |
| (3) Habitat | (1) Étage de propulsion nucléaire (2) Réservoir d'hydrogène fixe                                    | 246,2 t.                               | 2,5                                    |                                 |
| t-28 mois | |                                        |                                        |                                 |
| (3) Étage de remontée Centrale nucléaire ISRU | (1) Étage de propulsion nucléaire (2) Réservoir d'hydrogène fixe                                    | 246,2 t.                               | 2,5                                    |                                 |
| t | |                                        |                                        |                                 |
| (4) Habitat utilisé pour le transit Terre-Mars (5) Vaisseau Orion (6) Système de télécommunication, cryorefroidisseurs et panneaux solaires (7) Port d'amarrage pour le vaisseau décollant de Mars | (1) Étage de propulsion nucléaire (2) Réservoir d'hydrogène fixe (3) Réservoir d'hydrogène largable | 356,4 t.                               | 4                                      |                                 |

##### Déroulement de la mission de référence NASA de 2009
Les principales caractéristiques du scénario sont les suivantes (schéma ci-contre) :
- choix du scénario de conjonction avec un séjour sur Mars de 500 jours et des trajets Terre-Mars de 180 jours ;
- prépositionnement de l'habitat martien (Surface Habitat SHAB) et de l'étage de remontée (Descent / Ascent Vehicle DAV) qui décollent de la Terre 24 mois avant le départ de l'équipage :
  - le lancement en orbite basse terrestre de ces deux modules est réalisé par quatre fusées Ares V : 1 pour chacun des vaisseaux et 1 pour chaque étage propulsif (NTR Vehicle) qui doit envoyer les deux vaisseaux vers Mars. Chaque vaisseau est assemblé avec son étage propulsif en orbite par arrimage automatique,
  - arrivé sur l'orbite martienne, le vaisseau d'habitation martienne se met en attente de l'équipage tandis que le vaisseau de remontée se pose sur le sol martien. Après l'atterrissage, il se met à extraire de l'oxygène de l'atmosphère martienne pour produire un des ergols utilisés comme carburant pour la remontée en orbite mais également des consommables au bénéfice de l'équipage (production d'oxygène et eau) ;
- l'équipage (six personnes) décolle 24 mois après le premier lancement à bord d'un vaisseau Orion lancé par une Ares I. Simultanément, trois Ares V lancent en orbite basse respectivement un étage de propulsion (moteur+réservoir), un réservoir et l'habitat qui doit héberger l'équipage durant le trajet Terre-Mars aller et retour (Transit Habitat). Les trois modules sont assemblés pour former le vaisseau qui effectuera l'aller-retour (Mars Transit Vehicle MTV). L'équipage amarre son vaisseau Orion à l'ensemble et embarque dans l'habitat ;
- le lancement de l'équipage s'accompagne du lancement des vaisseaux cargo de la mission suivante qui servent ainsi de secours en cas de défaillance des équipements déjà arrivés sur le sol martien. Ce scénario suppose donc que les missions martiennes s'enchaînent les unes derrière les autres ;
- l'ensemble est injecté sur une trajectoire martienne en utilisant le propergol contenu dans le réservoir sans moteurs. Celui-ci est alors largué ;
- le vaisseau ralentit pour se mettre en orbite autour de Mars. Contrairement aux modules cargos envoyés deux ans auparavant, il n'utilise pas la technique de l'aérocapture qui permet d'économiser les ergols ;
- en orbite martienne, l'équipage embarque dans un petit vaisseau (non décrit) qui lui permet de rejoindre l'habitat martien prépositionné en orbite martienne 24 mois auparavant ;
- l'habitat martien descend sur le sol martien ;
- l'équipage séjourne sur le sol martien durant 500 jours ;
- à la fin de son séjour, il utilise le véhicule de remontée qui a fabriqué automatiquement une partie de son carburant pour remonter en orbite martienne ;
- après une manœuvre de rendez-vous, il embarque dans le vaisseau qui effectue le trajet Terre-Mars (MTV). Celui-ci quitte l'orbite martienne en puisant dans son deuxième réservoir (celui situé dans l'étage doté de moteurs (NTR Vehicle). Arrivé près de l'orbite terrestre, l'équipage embarque dans le vaisseau Orion et effectue sa rentrée dans l'atmosphère.

##### La version "austère" de la mission de référence

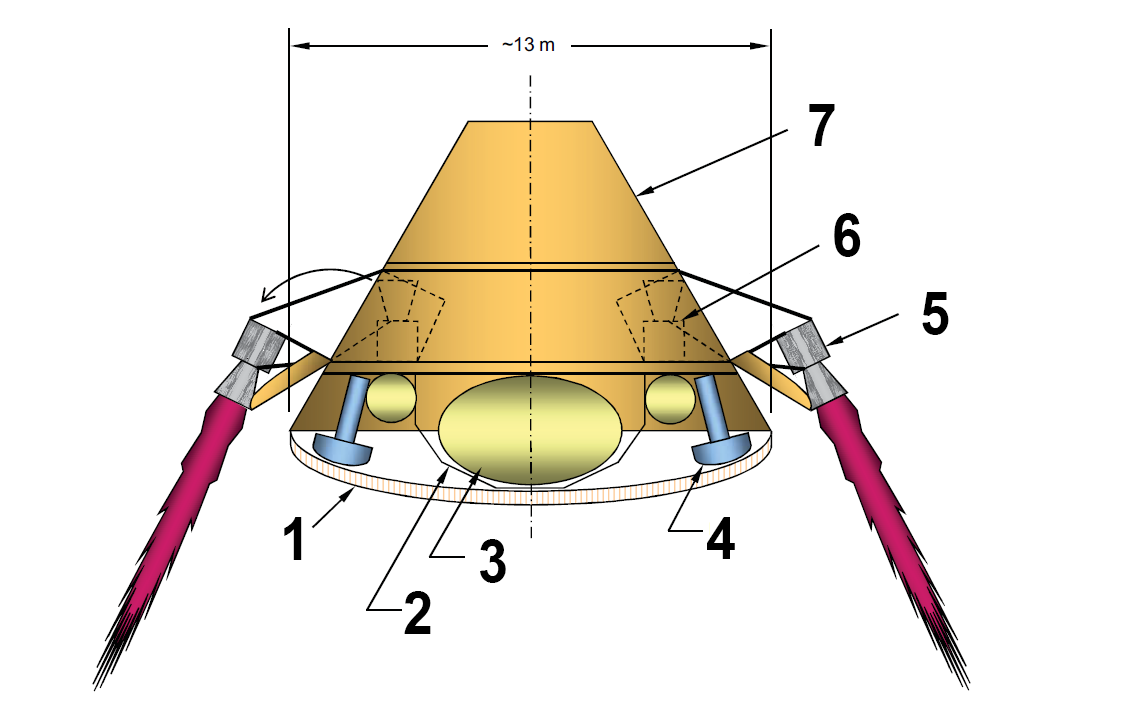
Schéma du véhicule de descente type dans le scénario "austère" : 1 Bouclier thermique, 2 Protection thermique du système de propulsion, 3 réservoir d'ergols, 4 jambes déployables du train d'atterrissage, 5 moteurs en position déployée, 6 moteurs en position de stockage, 7 bouclier thermique arrière et charge utile.

Le scénario de référence de la NASA repose sur un certain nombre d'innovations techniques dont la mise au point entraîne des coûts, des risques et des délais importants. Une variante faisant le choix d'une réutilisation beaucoup plus importante des technologies disponibles est proposée en 2009. Les principales caractéristiques de ce scénario sont les suivantes:
- équipage de quatre personnes contre six ;
- utilisation d'un système de propulsion chimique classique (oxygène/hydrogène) au lieu du nucléaire pour le transit entre la Terre et Mars ;
- le système proposé pour la rentrée dans l'atmosphère et l'atterrissage sur Mars repose sur l'utilisation d'un bouclier thermique de grand diamètre (13 mètres) suivi d'une rétropropulsion déclenchée dès que la vitesse du vaisseau a chuté à environ 1,5 km/s ;
- la taille du bouclier relativement réduite impose que l'habitat martien soit en partie gonflable ;
- pas de production in situ de carburant. La fusée de retour atterrit avec le plein de carburant ;
- en conséquence, les besoins en énergie au sol sont réduits et la production d'énergie par une centrale nucléaire est abandonnée au profit de deux générateurs thermoélectriques à radioisotope d'une puissance de 5 kW ;
- l'habitat interplanétaire utilise la combinaison Méthane/oxygène liquide pour le transit retour ;
- les options prises imposent de placer une masse nettement plus importante en orbite : les composants des vaisseaux martiens sont lancés par 12 tirs de fusées lourdes au lieu de 9.

#### Versions antérieures du scénario de référence

##### Origines: la NASA Space Exploration Initiative (1989)
En réponse à une demande du président des États-Unis, la NASA réalisa une étude sur les projets d'exploration habitée de la Lune et de Mars qui devaient prendre la suite de la Station spatiale internationale. Le rapport qui en résulta appelé le 90-day study, proposait un plan à long terme consistant à compléter la station spatiale internationale jugée une étape incontournable puis de retourner sur la Lune pour y établir une base permanente et enfin envoyer des hommes sur Mars. Ce rapport fut largement critiqué comme trop ambitieux et trop coûteux et tous les fonds destinés à l'exploration habitée au-delà de l'orbite terrestre furent supprimés par le Congrès.

##### NASA Design reference mission (fin 1990)
À la fin des années 1990, la NASA définit plusieurs scénarios d'exploration habitée de Mars. L'un des plus remarquables, souvent cité, est le Design reference mission 3.0 (DRM 3.0). L'étude a été réalisée par l'équipe d'exploration de Mars du centre spatial Johnson (JSC). Des personnes représentant les différents centres de recherche de la NASA ont défini un scénario de référence d'exploration de Mars par l'homme. Le plan décrit les premières missions sur Mars en développant les concepts utilisés et les technologies mises en œuvre. Cette étude repose sur des études précédentes principalement sur les travaux du Groupe de Synthèse (1991) et de Zubrin (1991) pour l'utilisation de carburants produits à partir de l'atmosphère martienne. L'objectif principal de cette étude était de stimuler la réflexion et la découverte d'approches alternatives pouvant améliorer la faisabilité ainsi que réduire les risques et les coûts.

#### NASA Design reference mission 5.0 (2007)
La NASA a décrit les derniers détails du scénario de mission habitée vers Mars dans ce document. Celui-ci a été actualisé en janvier 2009.

### Le scénario de la Mars Society:Mars Direct

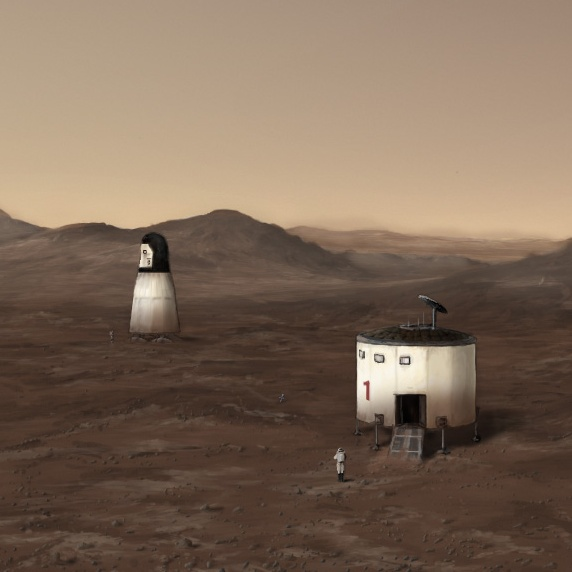
Vue d'artiste de Mars Direct.

Le scénario de Mars Direct a été conçu pour démontrer qu'une mission habitée vers Mars pouvait être réalisée pour un coût relativement réduit (par rapport aux scénarios établis par la NASA) en utilisant les technologies et une grande partie des engins existants.
Le véhicule qui doit assurer le retour de l'équipage depuis le sol martien (ERV) est lancé en premier. Il emporte le générateur de carburant, l'hydrogène nécessaire pour produire le carburant in situ et un petit réacteur nucléaire qui doit être utilisé sur place comme source d'énergie. L'ERV est lancé au moment le plus propice et atteint Mars après huit mois de transit effectué à la vitesse la plus économe en énergie. Le lanceur utilisé au départ de la Terre est une fusée de la puissance de la Saturn V. La mise en orbite autour de Mars se fait par aérofreinage et l'arrivée sur le sol martien utilise le freinage aérodynamique, puis des parachutes et enfin dans la phase finale des moteurs-fusées.
L'habitat martien (Hab) qui sert également de véhicule pour le transit aller Terre-Mars est lancé 26 mois plus tard, lorsque la fenêtre optimale pour le voyage vers Mars s'ouvre à nouveau. Il transporte à son bord les quatre astronautes de la mission martienne et un véhicule pressurisé. Le temps de trajet est plus court (six mois) grâce à une vitesse de déplacement plus élevée. Durant le trajet, une pesanteur artificielle est créée en mettant en rotation l'ensemble constitué du réservoir vide de la fusée utilisé pour acquérir la vitesse permettant de s'échapper de l'attraction terrestre et le reste du vaisseau. La masse de l'habitat qui offre environ 100 m2 de surface habitable avec le ravitaillement pour trois ans et le support-vie qui recycle l'eau et l'oxygène est d'environ 25 tonnes.
Au voisinage de Mars, l'étage supérieur devenu inutile est largué et l'habitat après s'être inséré en orbite effectue une rentrée de précision dans l'atmosphère martienne en utilisant les mêmes dispositifs que l'ERV. Si le vaisseau se pose à moins de 1 000 km de l'ERV, l'équipage rallie le véhicule de retour à la fin de son séjour en utilisant le véhicule pressurisé.
Une fois sur Mars, l'équipe passe 18 mois sur la surface en effectuant des recherches scientifiques. À l'issue de son séjour, l'équipage utilise l'ERV pour quitter le sol martien puis effectuer le trajet Mars-Terre.
Le coût de Mars Direct était à l'époque de sa définition estimé à 20 milliards de dollars, en y incluant les coûts de développement soit 30 à 35 milliards de dollars actuels.

## Historique des autres études de mission habitée vers Mars
Depuis les débuts de l'astronautique, un grand nombre de scénarios de missions ont été proposés.

### Projet de Wernher von Braun (de 1947 à la fin des années 1960)

#### Première version (1952)
Wernher von Braun est le premier à faire une étude technique détaillée d'une mission vers Mars,. Les détails sont publiés dans son livre Das Marsprojekt (1952) traduit en anglais en 1962 et dans différentes autres publications et présentés dans le magazine Collier à travers une série d'articles à compter de mars 1952. Une variante du concept de mission proposé par Von Braun est popularisée en anglais dans l'ouvrage The Conquest of Space de Willy Ley (1949), avec des illustrations de Chesley Bonestell. Le projet de Von Braun consistait à envoyer près d'un millier de fusées à trois étages qui mettaient en orbite les éléments de la mission vers Mars ; ceux-ci étaient assemblés depuis une station spatiale en orbite terrestre,. La mission elle-même comportait une flotte de 10 vaisseaux chacun emportant 70 personnes et 3 avions qui devaient se poser horizontalement sur le sol martien (à l'époque on pensait que l'atmosphère martienne était beaucoup plus dense qu'elle ne l'est en réalité).

#### Version de 1956
Dans une vision révisée du projet martien publiée en 1956 sous le titre The Exploration of Mars par Von Braun et Willy Ley, la taille de la mission était réduite, ne nécessitant plus que 400 lancements utilisés pour construire deux vaisseaux emportant toujours un avion. Dans la version postérieure du projet, popularisée par la série de films Man in Space de Disney, les vaisseaux avaient recours à la propulsion nucléaire et ionique pour les trajets interplanétaires.

#### Mise en œuvre de la propulsion nucléaire (1969)
À la suite du succès du programme Apollo, Von Braun se fit l'avocat d'une mission habitée martienne qui devait être l'objectif du programme des missions habitées de la NASA. Dans le scénario proposé, des lanceurs Saturn V étaient utilisés pour mettre en orbite des étages à propulsion nucléaire (NERVA) : ceux-ci étaient utilisés pour propulser deux vaisseaux avec des équipages de 6 hommes. La mission devait être lancée au début des années 1980. La proposition fut étudiée par le président Richard Nixon et repoussée en faveur de la navette spatiale.

### Projets soviétiques des années 1960

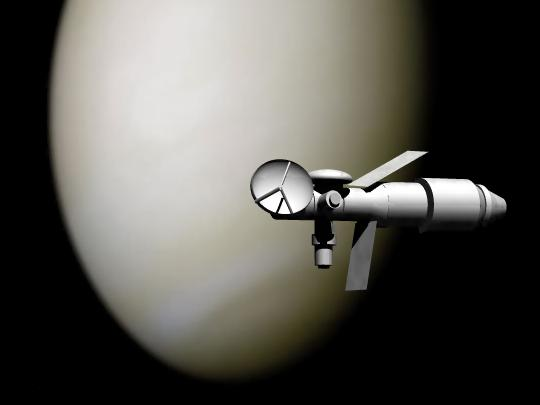
Le vaisseau soviétique interplanétaire TMK-MAVR (vue d'artiste).

Le vaisseau lourd habité interplanétaire (connu par les russes sous l'acronyme TMK) était un vaisseau d'exploration, proposé dans les années 1960, conçu pour effectuer un survol de Mars et Vénus sans atterrir. Le vaisseau devait être lancé en 1971 et effectuer une mission d'une durée de trois ans. Au cours du survol de Mars, des sondes devaient être larguées. Le projet TMK se voulait une réponse aux vols lunaires américains. Le projet ne fut jamais réalisé entre autres parce qu'il utilisait le lanceur N1 qui ne réussit jamais à voler.

### États-Unis: Case for Mars et Mars Direct (1981–1996)

#### Case for Mars(1981–1996)
À la suite du succès des sondes martiennes Viking, une série de conférences furent données entre 1981 et 1996 sous le titre The Case for Mars à l'Université du Colorado à Boulder. Ces conférences défendaient le principe de l'exploration de Mars par des missions habitées en présentant les concepts et les technologies nécessaires et étaient suivis d'ateliers de travail destinés à détailler le déroulement des missions. L'un des concepts de base était la réutilisation des ressources martiennes pour fabriquer le carburant nécessaire au voyage de retour. L'étude fut publiée dans une série de volumes, publiés par l'American Astronautical Society. Des conférences ultérieures présentèrent un certain nombre de concepts alternatifs dont celui de « Mars Direct » préconisé par Robert Zubrin et David Baker ; les « Footsteps to Mars » proposition de Geoffrey Landis, qui proposait de réaliser des missions intermédiaires avant d'atterrir sur Mars, dont celle de poser un équipage sur Phobos et le Great Exploration proposé par le Laboratoire national de Lawrence Livermore entre autres.

#### Mars Direct(début des années 1990)
Du fait de la distance entre Mars et la Terre, la mission vers Mars sera beaucoup plus risquée et plus coûteuse que les vols vers la Lune. Le ravitaillement et le carburant doivent être disponibles dans des quantités suffisantes pour un voyage de deux à trois ans et le vaisseau doit disposer d'un bouclier au moins partiel permettant de protéger son équipage des éruptions solaires. Un document publié en 1990 par Robert Zubrin and David A. Baker, puis par Martin Marietta proposa de réduire la masse de la mission (et donc son coût) en utilisant les ressources martiennes et en particulier en fabriquant le carburant à partir des gaz contenus dans l'atmosphère martienne,. Cette proposition reprenait un certain nombre de concepts développés dans la série de conférences de Case for Mars. Au cours de la décennie suivante, cette proposition fut développée par Zubrin sous le concept de mission intitulé Mars Direct qu'il exposa dans son livre The Case for Mars (1996) (dans sa version française Cap sur Mars). Ce scénario de mission est soutenu par la Mars Society qui considère qu'il s'agit d'un scénario pratique et d'un coût raisonnable.

### États-Unis: Vision for Space Exploration (2004)
Le 14 janvier 2004, un projet d'exploration de la Lune par des missions habitées, intitulé Vision for Space Exploration, est publié à l'initiative du président américain George W. Bush. Cette proposition de programme spatial prévoit la mise en place d'un avant-poste sur la Lune vers 2020. Des missions préalables durant la décennie 2010-2020 doivent permettre la mise au point des techniques nécessaires. Le 24 septembre 2007, Michael Griffin, alors administrateur de la NASA, suggère que dans la continuité de ce projet, une mission habitée vers Mars pourrait être lancée vers 2037. La NASA envisage également à l'époque de lancer des missions vers Mars depuis la Lune. Cette option est toutefois écartée car elle nécessite l'installation d'un véritable complexe industriel sur notre satellite qui serait difficile à exploiter et à maintenir. Le programme Constellation, qui doit concrétiser le retour de l'homme sur la Lune est lancé en 2004. Mais le projet souffre de problèmes de financement et d'un manque d'objectifs ambitieux. Dans un contexte de crise économique, le président Obama met fin au programme Constellation renvoyant à une échéance très lointaine toute tentative de mission vers Mars.

### Programmes russes et européens contemporains

#### ProgrammeAurora(début 2000)
L'Agence spatiale européenne avait des projets à long terme d'envoyer une mission habitée vers Mars aux alentours de 2030. Selon le calendrier du projet proposé en 2001, la mission aurait commencé par une exploration avec des robots, une simulation permettant de valider la capacité à faire vivre des hommes sur Mars puis une mission habitée. Une étude détaillée de l'agence spatiale européenne a été réalisée et publiée en 2004. Elle prévoyait d'envoyer 6 astronautes vers Mars, dont seulement 3 y atterrissaient. Le vaisseau interplanétaire proposé était gigantesque et constitué d'un grand nombre de modules de propulsion chimique. L'aérocapture n'était pas utilisée.

#### Projets russes (actuels)
Un certain nombre de concepts et de propositions ont été effectués par les scientifiques russes. Les dates pour le lancement se situaient entre 2016 et 2020. Le vaisseau martien devait emporter un équipage de quatre à cinq cosmonautes qui devaient séjourner 2 ans dans l'espace. En 2009, les agences spatiales russe et européenne ont achevé une expérience psychologique faisant partie du programme Mars500 consistant à isoler durant 105 jours un équipage composé de six personnes (quatre Russes, un Allemand et un Français) pour simuler une mission martienne. En février 2010, l'Agence fédérale spatiale russe (Roskosmos) annonce qu'un vol habité vers Mars ne fait pas partie du programme spatial immédiat de la Russie mais précise qu'elle envisage de développer des propulseurs à énergie nucléaire pour rallier Mars rapidement,.

#### Mission conjointe russe et européenne
Une proposition de mission conjointe de la Russie et de l'Europe faite en 2002 repose sur l'envoi de deux vaisseaux l'un emportant un équipage de six personnes, l'autre le ravitaillement de la mission. La mission durerait 440 jours et permettrait à un équipage de trois personnes d'explorer la surface de Mars durant deux mois. Le projet entier a été chiffré à 20 milliards de dollars dont 30 % apportés par la Russie.

### Autres études de mission habitée vers Mars
Il existe un nombre considérable d'études publiées dans des revues et actes de congrès scientifiques. On peut les classer en fonction du type de propulsion proposé pour le voyage vers Mars : chimique, solaire électrique, nucléaire électrique, nucléaire thermique.

#### Mars semi-direct
Proposé initialement par Zubrin pour remédier à des critiques faites à propos de Mars Direct (vaisseau trop lourd au décollage de Mars, notamment), ce scénario a été repris dans les grandes lignes par la NASA dans sa première mission de référence de 1997, ainsi que par Jean-Marc Salotti, dans une version "revisitée" en 2016. L'idée est, pour l'aller, d'envoyer le vaisseau habité se poser directement sur Mars sans rendez-vous en orbite martienne. Pour le retour, un petit vaisseau dédié remonte en orbite martienne et rejoint un plus gros vaisseau amené là uniquement pour entreprendre le retour. L'aller est direct et le retour indirect, d'où le terme semi-direct. Selon Jean-Marc Salotti, ce scénario en tout chimique avec trois astronautes peut s'accommoder de l'aérocapture, ce qui permettrait de le mettre en œuvre en 4 lancements lourds par une fusée SLS, au lieu de neuf dans le scénario NASA de 2014.

## Préalables à l'exploration martienne
Pour qu'une mission martienne réussisse, des recherches doivent être menées au préalable au niveau scientifique et technique.

### Recueil de données sur l'environnement martien
L'envoi d'une mission spatiale habitée vers Mars nécessite qu'un certain nombre de données soient collectées sur les conditions régnant sur Mars pour que la mission se déroule dans des conditions de coût, risques et performance acceptables. Les investigations doivent porter sur quatre types de mission :
- mission orbitale (et phase orbitale d'une mission en surface) :
  - déterminer les conditions atmosphériques pouvant avoir un impact sur les phases d'aérocapture ou d'aérofreinage d'un vaisseau spatial dimensionné pour une mission avec équipage (priorité élevée),
  - déterminer la densité et la taille des particules en orbite qui pourraient affecter la mise en orbite de vaisseaux cargo ou avec équipage (priorité moyenne) ;
- mission à la surface de Mars :
  - déterminer les caractéristiques de l'atmosphère de Mars qui pourraient affecter les phases de rentrée atmosphérique de descente et d'atterrissage, les équipements au sol, les astronautes, et le retour en orbite (priorité élevée)[73],
  - déterminer si l'environnement de Mars avec lequel l'équipage peut se retrouver en contact, présente un risque biologique raisonnable et évaluer le risque présenté par le retour sur Terre d'échantillons martiens (priorité élevée)[74],
  - déterminer les régions de Mars présentant un intérêt scientifique important (régions spéciales selon la définition du COSPAR) (priorité élevée)[75],
  - évaluer la résistance de systèmes de production de ressources (eau, air, carburant) in situ (ISRU) aux conditions rencontrées sur Mars en particulier à la poussière (priorité élevée)[76],
  - déterminer les risques liés à l'atterrissage et à la mise en place des équipements au sol dus aux caractéristiques particulières du sol martien : éjection de matériau par le souffle des moteurs à l'atterrissage, résistance du sol, obstacles à l'atterrissage, risques d'enlisement (priorité moyenne)[77],
  - déterminer les risques pour la santé ou les performances de l'équipage créés par le rayonnement ionisant et aux effets toxiques de la poussière martienne (priorité basse)[78] ;
- mission à la surface de Phobos ou Déimos :
  - déterminer les caractéristiques géologiques, géophysiques et la composition des lunes de Mars de manière à pouvoir définir les objectifs scientifiques d'une mission à leur surface, planifier les opérations et identifier les ressources disponibles (priorité haute)[79],
  - déterminer les conditions régnant à la surface des lunes de Mars et l'environnement bas autour de celles-ci pour concevoir le déroulement de leur mission : champ gravitationnel, régolithe, charges électrostatiques, plasma, etc. (priorité haute)[80] ;
- créer d'un poste permanent à la surface de Mars :
  - déterminer les ressources en eau susceptibles d'être exploitées pour répondre aux besoins d'une mission de longue durée (priorité haute)[81].